# 梶井基次郎
梶井 基次郎（かじい もとじろう、1901年〈明治34年〉2月17日 - 1932年〈昭和7年〉3月24日）は、日本の小説家。感覚的なものと知的なものが融合した簡潔な描写と詩情豊かな澄明な文体で20篇余りの小品を残し、文壇に認められてまもなく、31歳の若さで肺結核で没した。
死後次第に評価が高まり、今日では近代日本文学の古典のような位置を占めている。その作品群は心境小説に近く、散策で目にした風景や自らの身辺を題材にした作品が主であるが、日本的自然主義や私小説の影響を受けながらも、感覚的詩人的な側面の強い独自の作品を創り出している。
梶井基次郎は当時のごくふつうの文学青年の例に漏れず、夏目漱石や森鷗外、有島武郎や志賀直哉などの白樺派、大正期デカダンス、西欧の新しい芸術などの影響を受け、表立っては新しさを誇示するものではなかったが、それにもかかわらず、梶井の残した短編群は珠玉の名品と称され、世代や個性の違う数多くの作家たち（井伏鱒二、埴谷雄高、吉行淳之介、伊藤整、武田泰淳、中村光夫、川端康成、吉田健一、三島由紀夫、中村真一郎、福永武彦、安岡章太郎、小島信夫、庄野潤三、開高健など）から、その魅力を語られ賞讃されている。

## 生涯

### 生い立ち
1901年（明治34年）2月17日、大阪府大阪市西区土佐堀通5丁目34番地屋敷（現・土佐堀3丁目3番地）に、父・宗太郎、母・ヒサ（久）の次男として誕生した。両親は2人とも1870年（明治3年）の生まれで当時数え年32歳、共に明治維新後に没落した梶井姓（同じ名字）の刀屋の出であった（ヒサは梶井秀吉の養女）。父親を早くに亡くし第三銀行大阪支店（安田善次郎の経営系列）の丁稚から苦労してきた宗太郎は、貿易会社（海運会社）の安田運搬所に勤務し、軍需品輸送の仕事に就いていた。
この安田運搬所の西隣りに一家は住んでいた（中から行き来ができた）。宗太郎はヒサとは再婚で、婿養子であった。ヒサは明治の女子教育を受け、幼稚園の保母として勤めに出ていた。同居家族は他に、祖母・スヱ（宗太郎の母）、祖父・秀吉（ヒサの養父）、5歳上の姉・冨士、2歳上の兄・謙一がいた。
基次郎が誕生した同年9月には、父・宗太郎と芸者・磯村ふく（網干出身で生家も網干姓）の間に、異母弟にあたる順三が生まれた。日露戦争の特需により安田運搬所は大砲の輸送で潤い、酒色を好む宗太郎は接待などで茶屋に通っては放蕩な日々を過ごしていた。1905年（明治38年）10月、基次郎が4歳の時に一家は大阪市西区江戸堀南通4丁目29番地（現・江戸堀2丁目8番地）に転居。翌1906年（明治39年）1月17日に弟・芳雄が生まれた。
1907年（明治40年）4月、6歳の基次郎は西区の江戸堀尋常小学校（現・大阪市立花乃井中学校）に入学。式の時は袴を着け、平素は紺絣の着流し姿で草履袋と風呂敷包みを持って登校した。同月、母・ヒサは東江幼稚園の保母を辞めて家庭に入った。
しつけに厳しく教育熱心なヒサはオルガンを弾きながら歌い、子供らに和歌の『百人一首』『万葉集』や古典の『源氏物語』『平家物語』『南総里見八犬伝』を読み聞かせ、与謝野晶子や岡本かの子の文学の話をした（基次郎は成人してからも、久野豊彦の『ナターシャ夫人の銀煙管』などを母から勧められたこともあった）。
宗太郎は家を顧みず、金も入れないこともあったため、ヒサは子供を道連れに堀川に身を投げ自殺しようと思いつめたこともあった。基次郎は元気な子供で、夏は兄と中之島の水泳道場に通い、川に飛び込んで遊ぶのが好きであったが、1908年（明治41年）1月に急性腎炎に罹り、危うく死にかけた。同月21日には次弟・勇が生まれた。

### 父の転勤――東京～鳥羽
1909年（明治42年）12月上旬、父の安田商事合名会社東京本店（のち安田商事）への転勤に伴い、一家は祖父・秀吉（大阪残留を希望）を残して上京。品川の旅館・若木屋に数日滞在した後、東京市芝区二本榎西町3番地（現・港区高輪2丁目6番地）の狭い借家に転居した。泉岳寺を見下ろす高台の家で、電灯もなくランプで生活していた。
1910年（明治43年）1月、基次郎は兄・謙一と共に、芝白金（現・港区白金台）の私立頌栄尋常小学校へ転入し、紺絣に袴を穿き下駄で通学した。この学校はプロテスタント系の頌栄女学校の付属校で、ハイカラな気風と西欧的な自由主義教育と英語教育がなされ、巖谷小波がアンデルセンなどのお伽話の講話を行っていた。兄弟は当初「大阪っぺ」とからかわれたが、兄が紙ヒコーキを学校に広め、基次郎も兄と一緒に徐々に東京山の手の校風に馴染んでいった。
父・宗太郎は左遷されたという憤懣もあって酒びたりの日々であったが、やがて基次郎の異母弟・網干順三の親子らも上京させ、別宅で養い始めた。そのため梶井家の家計は質屋に通うほど窮迫し、母・ヒサは内職に励み、高等小学校に通う姉・冨士までレース編みの内職で家計を支えた。祖母・スヱの肺結核も進行していた。この年の9月30日に末弟・良吉が生まれた。
1911年（明治44年）5月、再び父が転勤となり、一家は三重県志摩郡鳥羽町1726番地（現・鳥羽市鳥羽3丁目7番11）の広い社宅に転居した。社宅は漁船が行来する入江近くの高台にあり、日和山が見えた。安田系の鳥羽造船所（現・シンフォニア テクノロジー）の営業部長となった宗太郎は羽振りがよくなり、一家は東京から来た重役の家族として地域の人から敬われた。
漁師の子がみな草履の中、革靴を履いている基次郎は重役の坊ちゃんと呼ばれ、東京の頃と扱いが一変した。基次郎は姉と共に社宅の左隣の鳥羽尋常高等小学校に転入（姉は同校高等科）。兄・謙一は三重県立第四中学校（現・三重県立宇治山田高等学校）に入学して、宇治山田市（現・伊勢市）の寄宿舎生活となった。
基次郎は夏休みで帰省した兄や友だちと海で泳いでサザエを獲ったり、裏山の「おしゃぐりさん」（大山祇神社）や城跡を駆けめぐったりした。自然に囲まれた環境で健康的な少年の日々を過ごし、最も幸福で充実した日々であった。鳥羽の海の景色は遺稿の断片「海」に描かれている。しかし、兄弟たちは祖母がしゃぶっていた飴玉を貰ってなめたりしたため、やがて5人が初期感染することになる。
この年、異母弟・順三の母親・磯村ふくが腎臓病で死去し、順三とその養祖母・きくが梶井一家と同居するようになった。翌1912年（明治45年）4月、基次郎は6年生に進級し級長に選ばれた。同月、大阪時代の江戸堀尋常小学校6年生一行150名が鳥羽に卒業記念旅行に来た。基次郎が彼らのいる旅館を訪れると、かつての同級生と先生らは歓迎し、人気者だった基次郎をたちまち取り囲んだ。
1913年（大正2年）3月、全甲の優秀な成績で小学校を卒業した基次郎は、4月に兄と同じ三重県立第四中学校へ入学し、宇治山田市一志町（現・伊勢市一志町）にある兄の下宿先に同居した。そこは兄の同級生・杉本郁之助の家で、茶人で郷土史家の杉木普斎宅であった。第四中学では、洋楽に造詣の深い音楽の先生に楽譜の読み方を習い、これが音楽愛好の基礎となった。6月5日、64歳の祖母・スヱが肺結核で死去し、祖父・秀吉は数か月前の2月に大阪で死去した。
9月、鳥羽と宇治山田間の鉄道が開通し、新学期から実家の鳥羽より兄と一緒に汽車通学した。この頃、2人は近所の旧城主の老人に剣道を習っていた。10月、第四中学の懸賞短文で「秋の曙」が3等に入選し、校友会誌『校友』に掲載された。同月中旬、父が大阪の安田鉄工所の書記として転勤し、一家は大阪市北区本庄西権現町1191番地（現・北区鶴野町1番地）に転居した。基次郎と兄は再び、宇治山田市一志町の下宿から通学するようになった。

### 再び大阪――北野中学転入
1914年（大正3年）2月、一家は大阪市西区靭南通2丁目35番地（現・西区西本町1丁目8番21号）の借家に移転。4月、兄と共に名門の旧制大阪府立北野中学校（現・大阪府立北野高等学校）の学力検定試験（転入試験）を受けて合格し、基次郎は2年生に転入した。学校のある北野芝田町（現・芝田町2丁目）まで30分ほどの道のりを兄と一緒に徒歩通学した。
基次郎は水泳と音楽が好きな少年で、可愛げのある接し方で人気があったが、表面的には比較的大人しく目立たない生徒でもあった。翌1915年（大正4年）8月20日、身体の弱かった9歳の弟・芳雄が脊椎カリエスで死亡した。同月、日本はドイツに宣戦布告し第一次世界大戦に参戦。安田鉄工所は陸軍・海軍工廠の特別指定を受け、父の仕事は多忙となった。
1916年（大正5年）3月、基次郎は成績上位で3年を修了。異母弟・順三は高等小学校を終えると、北浜の株屋に奉公に出された。道義心の強い基次郎はこれに同情し、北野中学に退学届を出して中退。自分も筋向いのメリヤス問屋の丁稚となった（6月からは西道頓堀の岩橋繁男商店の住込み奉公に変わる）。4月に兄は大阪高等工業学校（現・大阪大学工学部）電気科に入学した。
順三は基次郎に気兼ねし長崎に移っていくが、不憫に思った父が順三を家に連れ戻した。この年、祖父・秀吉の遺した金1,000円を元手に、母は父に勧めて自宅を改装し玉突き屋「信濃クラブ」（信濃橋にちなんだ名称）を開業。店は繁盛した。
1917年（大正6年）2月、基次郎も奉公をやめて家に戻り、母の説得もあって4月から北野中学4年に復学。終生の友となる同級生の宇賀康、畠田敏夫、中出丑三らと親交を持つようになった。彼らの間では基次郎の綽号（渾名）は「熊」であった。またこの頃、同級で野球部の美少年・桐原真二（遊撃手）に惹かれて同性愛的思慕を持った。この年から兄・謙一は結核性リンパ腺炎で手術を重ねた。
1918年（大正7年）4月、5年生に進級した基次郎も、潜伏していた結核性の病で寝込むようになり、1学期は33日間も欠席した。その時に兄に差し出された森鷗外の『水沫集』（舞姫、うたかたの記、文づかひ、玉を懐いて罪あり、地震を収録）、邦訳『即興詩人』を読んだのをきっかけに、読書傾向が『少年倶楽部』から文学作品に変った。
同年6月頃から兄が兵庫県武庫郡魚埼町野寄（現・神戸市東灘区本山町野寄）の池田鹿三郎（父の取引先の運送会社の人物で友人）宅に書生として寄宿した。基次郎も時々そこに遊びに行き、池田家の神戸一中（現・兵庫県立神戸高等学校）に通う保と二郎の兄弟と交流した。健康を取り戻した基次郎は、9月の新学期から平常どおりに通学した。兄が同級・橋田慶蔵から借りた夏目漱石の全集『漱石全集』を基次郎も読んだ。

### 第三高等学校理科へ
1919年（大正8年）3月、基次郎は成績中位（席次115番中51番）で大阪府立北野中学校（現・大阪府立北野高等学校）を卒業。兄も住友電線製造所（現・住友電気工業）に4月から入社が決まった。基次郎も兄と同じ電気エンジニアをめざし、第一志望として兄が卒業した大阪高等工業学校（現・大阪大学工学部）電気科を受験するが、不合格となった。
この頃、父の友人・池田鹿三郎の弟・竹三郎の娘（大阪信愛高等女学校4年生の美少女・池田艶）への恋が募り（初めて会ったのは艶が小学校5年、基次郎が中学2年の時）、彼女への想いを友人らに書き送ったり、兄の同級・橋田慶蔵に打ち明けたりした。この頃、手紙の中に夏目漱石の失恋の英詩を写し書きしたりした。
場所も遠く、学費のかかる第三高等学校（現・京都大学総合人間学部）への受験を母に懇願し承諾を得た基次郎は、猛勉強に励むと同時にますます漱石に傾倒し、兄が買ってきた再版の漱石全集を手にとり『明暗』を夢中で読んでいた。5月に出した友人の手紙には、漱石の『三四郎』の影響から〈Strey sheep〉と署名し、6月には〈梶井漱石〉と署名した。
7月、基次郎は南禅寺の僧庵に泊って試験に挑み、第三高等学校の理科甲類（英語必修）に無事合格。中学同級の宇賀康、中出丑三、1年上の矢野繁も一緒に合格し、畠田敏夫は神戸高等商業学校（現・神戸大学経済学部）に進んだ。同月末から8月、兄と富士山登山をし、底倉温泉の「つたや」に1泊した。9月、『大阪毎日新聞』夕刊に連載中の菊池寛の「友と友の間」を愛読。通学のため京都府上京区二条川東大文字町160番（現・左京区二条川端東入ル上ル）の中村金七（祖母・スヱの親類で遠縁にあたる人物）方に下宿した。入学式の後、丸太町通の古書店を歩いた。

### 文学青年らとの出会い
1919年（大正8年）9月、三高理科甲類に入学した基次郎は、同校に一緒に進んだ北野中学時代の友人ら（宇賀康、中出丑三、矢野繁）と交遊。彼らの下宿を廻った。矢野が持っていた蓄音機でクラシックレコードをかけてヴァイオリンを弾き、みんなで楽譜を片手にオペラを歌うなど楽しい時を過ごした。
基次郎の下宿は長屋で狭く、重病人の老人がいたため、10月からは寄宿舎北寮第5室に入った。部屋は1階が学習室、2階が寝室となっており、同室には室長でラグビー部の2年生・逸見重雄、文乙（ドイツ語必修）の中谷孝雄（三重県立一中出身）と、文丙（フランス語必修）の飯島正がいて、文丙の浅野晃もしばしば部屋にやって来た。東京府立一中（現・東京都立日比谷高等学校）出身の飯島と浅野は同校で回覧雑誌『リラの花』を作っていた文芸仲間であった。
基次郎は中谷孝雄、飯島正、浅野晃の文学談義に耳を傾けていたが、難しくてついていけなかった。この頃、ロシア大歌劇団の来日公演があった。宇賀康は行ったが、券を買う金がない基次郎は仕方なく寮の中で『カルメン』や『ファウスト』を朗々と歌った。しかし11月頃から次第に憂鬱になり、授業に興味を失っていった基次郎は、学校をさぼって銀閣寺を散歩したり、美術展に行ったりする日々を過ごすようになった。
1920年（大正9年）1月に風邪を引いて実家に帰り、39度の高熱で寝込んだ。2月に寮に戻った基次郎は自己改造を決意した。哲学に興味を持ち、寮の友人たちと自己解放について徹夜で議論をした。宇賀や矢野とは雪の積もる東山を散策するなどした。映画マニアで映画雑誌に洋画評を書いていた飯島正の影響から、基次郎は谷崎潤一郎の『女人神聖』や、ウォルト・ホイットマンの『草の葉』も読んだ。
また、飯島正や浅野晃を通じて、作曲趣味の文丙の小山田嘉一（東京高師附属中出身、陸軍少将小山田勘二の長男）とも親しくなり、音楽にもさらに本格的に傾倒していった。2月には、中谷孝雄が室長の逸見重雄と喧嘩をして寮を出ていき、ほどなくして飯島正も寮を出て、中谷と同じ下宿の向い部屋に移っていった。4月から寮を出た基次郎は、上京区浄土寺小山町小山（現・左京区浄土寺小山町）の赤井方に下宿し、実家から漱石全集を持って来た。漱石に心酔していた基次郎は漱石全集のどこに何が書いてあるかをほぼ暗記していた。
この頃も銀閣寺に行き、熊野若王子神社（哲学の道）を散策した。また、新京極や寺町に行き、「江戸カフェ」の女給・お初に惚れ、煙草を吸って酒もおぼえた。自分が女にもてない「怪異」な顔だということは諦めていたが、科学の才能がなく凡庸であることで天と親を恨んだ。基次郎は、実家の店で慣れていたせいか撞球が得意で素人離れした腕前だった。また日曜毎に宝塚少女歌劇団を観に行っていた。
この頃、中谷孝雄の下宿に行った折に、志賀直哉の短編集『夜の光』を薦められ、飯島正に「肺病になりたい。肺病にならんと、ええ文学はでけへんぞ」と三条大橋の上で叫んで胸を叩いたこともあった。谷崎潤一郎の影響からか、友人への手紙に、〈梶井潤二郎〉などと署名した。

### 結核進行の前兆
1920年（大正9年）5月に発熱し、肋膜炎の診断を受けた基次郎は大阪の実家へ帰った。4か月の休学届を出し、6月は病床で小説を読み耽った。7月に落第が決定し、8月初旬から姉夫婦（共に小学校教諭）の住む三重県北牟婁郡船津村字上里（現・紀北町）で転地療養し、熊野にも行った。基次郎は、山里の素朴な自然の生活の中で自身の〈町人根性〉を反省したり、寮歌の作詞をしてみたりした。
9月に、馬車で行った尾鷲市の医者に肺尖カタルと診断され、1年休学するように言われたが、重い病状でなく、鮎獲りやメーテルリンクの『貧者の宝』を読んだりした後に実家に帰った。堂島の回生病院でも肺尖カタルと診断され、母からも学問を諦めるように通告された。納得できない基次郎は友人に〈気楽なことでもして、生活の安固をはかれ、といふ母はふんがいに堪えん〉と訴えた。
10月、基次郎は両親の説得で休学を一旦覚悟し、父と一緒に淡路島の岩屋や西宮の海岸の療養地へ下宿先を探しに行くが、両親と意見が合わずに学校に戻りたいと訴えた。11月から思いきって京都に戻った基次郎は、矢野潔の下宿に泊った後、寄宿舎に戻って復学し、日記を書き始めた。哲学者・西田幾多郎を道で見かけたのを機に、図書館で雑誌『藝文』掲載の西田の「マックス・クリンゲルの『絵画と線画』の中から」などを読んだ。
基次郎は、エンジニアや理科の先生になるという初心の目標に立ち返ろうと考え、北野中学時代からの同級の優等生との友情を優先し、文学をやれと勧めていた無頼派の悪友・中谷孝雄と距離を置くようになっていたが、この頃、中谷と街で偶然出くわし、奥村電機商会で働く平林英子を従妹だと紹介された（実際は恋人）。
夏目漱石の『文学論』、西田幾多郎の『善の研究』に関心を寄せ、ウィリアム・ジェームズの心理学に影響を受けたとみられる基次郎は、12月に、自分で自分自身を誇れるような人間になることを決意した。森鷗外が『青年』の中で漱石をエゴイストと批判していたことに憤慨したり、北野中学時代に惹かれた美少年・桐原真二の体に接吻する〈甘美〉な夢を見たことを日記に記したりした。

### 拡がる交友
1921年（大正10年）1月、基次郎は「江戸カフェー」で同志社大学の猛者・渡辺と出くわし、喧嘩を売られる気がしてびくびくし、矢野繁を先に歩かせようと考えた自身の弱小と卑劣さを反省し草稿を書いた（のち習作「卑怯者」などになる）。3月、京都公会堂でエルマンのヴァイオリン演奏を聴いた基次郎は、公演終了後、車で立ち去ろうとするエルマンに駆け寄り、握手してもらい感涙した。
春休みは紀州湯崎温泉（現・白浜温泉）に湯治に行き、偶然再会した同級生・田中吉太郎に誘われ移動した旅館「有田屋」で、西欧絵画や芸術趣味の29歳の未亡人・多田はなと、その取り巻きの学生らと知り合った。基次郎は、その旅館の同じ二階にいた結核療養で休学中の京都帝国大学医学部の学生・近藤直人と特に親しくなった。
この4歳年上の近藤直人に基次郎は敬愛の念を持ち続け、生涯の友人となった。近藤への手紙で、自分を〈貧乏なディレッタント〉と称していた基次郎は、社会的な功利を低俗とみなし、精神の享楽を第一とするダンディズムの発露をみせ、〈偉大〉であることに憧れた。
4月、紀州湯崎温泉から和歌山県和歌山市の近藤直人の実家（医院を開業）に立ち寄り、大阪の実家に帰った基次郎は、父親が、家で経営していた玉突き屋の従業員・豊田（ゲーム係の娘）に手をつけて産ませた赤ん坊・八重子（異母妹）の存在を知り、衝撃を受けた。青年期の自己嫌悪や、俗悪への反発、憂鬱の悩みに、新たな苦悩が加わった。八重子は梶井家が引き取り、母・ヒサが育てて入籍することが決まっていた。
4月中旬、年学制の改革により2年に進級した基次郎は実家からの汽車通学となり、同じく実家通学で高槻駅から乗車する大宅壮一（弁論部）と車中で出会った。基次郎は汽車内で同志社女子専門学校（現・同志社女子大学）英文科の女学生に一目惚れをし、エリザベス・バレット・ブラウニングやキーツの詩集を破いて女学生の膝に叩き付け、後日、「読んでくださいましたか」と問い、「知りません！」と拒絶された。
この時期、中谷孝雄と平林英子が同棲を始めていた京都新一条（現・左京区吉田中達町）の下宿に基次郎は度々訪れ、英子に讃美歌を教えていたが、例の車内で失恋した経験を元にして書いた小説「中谷妙子に捧ぐ」を見せに行った。ちょうどそこに中谷と同級の大宅壮一も来て一読するが、ほとんど問題にされなかったために英子にあげた。その後英子はその原稿を紛失してしまい、基次郎の幻の処女作となった。講演会で活躍していた大宅は文学談義をしに、よく中谷の下宿に来ていた。
6月、再び学校に程近い、上京区吉田中大路町（現・左京区）に下宿。中谷孝雄の郷里の父親が息子の様子を見に来るため、平林英子は3日間ほど基次郎の下宿に身を隠した。中谷は父の手前、体裁を取り繕うために、基次郎所有の田邊元や西田幾多郎の哲学書を借りて自分の本棚に並べた。基次郎の本はそのまま中谷の本棚に置かれ、その後2人の遊蕩費のため質屋に流れた。
夏休みの7月下旬、基次郎は矢野繁と旅行に出た。東京の小山田嘉一と会った後、夜船で伊豆大島に渡り、藤森成吉（『若き日の悩み』を書いた作家）と同じ宿「三原館」に1週間ほど泊った。8月には阪神間の海水浴場・香櫨園に泳ぎに行くなど、基次郎は健康的になったようであった。9月から平林英子が中谷孝雄から離れて信州の郷里に帰ったため、基次郎は中谷と2人で夜飲み歩き（中谷は下戸で和菓子と茶を飲む）、たまに中谷の劇研究会の仲間の津守萬夫も伴った。
9月下旬、父・宗太郎が安田鉄工所を突如退職した。この前後の時期に、経営者の安田善次郎が暴漢の朝日平吾に刺殺された事件があった。宗太郎は退職金でさらに玉突き屋2軒を開店し、1軒の経営を異母弟・順三に任せた。しかし、父は再び別の従業員の若い女と浮気をし、店の経営状態も徐々に悪くなっていった。

### 「天職」を求めて
1921年（大正10年）10月、賀川豊彦のキリスト教社会運動にうちこむ大宅壮一の態度に脅威を感じた基次郎は、〈天職といふものにぶつからない寂しさが堪らない〉と自身を嘆き、〈自分は大宅の様な男を見るとあせるのである〉と綴った。ある夜、中谷孝雄と津守萬夫と一緒に琵琶湖疎水にボートを浮べ、水際の路に上がって月見をしていると、ボートが下流に押し流され、基次郎は津守と一緒に水中に飛び込み食い止めた。その勢いで2人は競泳を始め、冷えた身体を街の酒場で温めた。

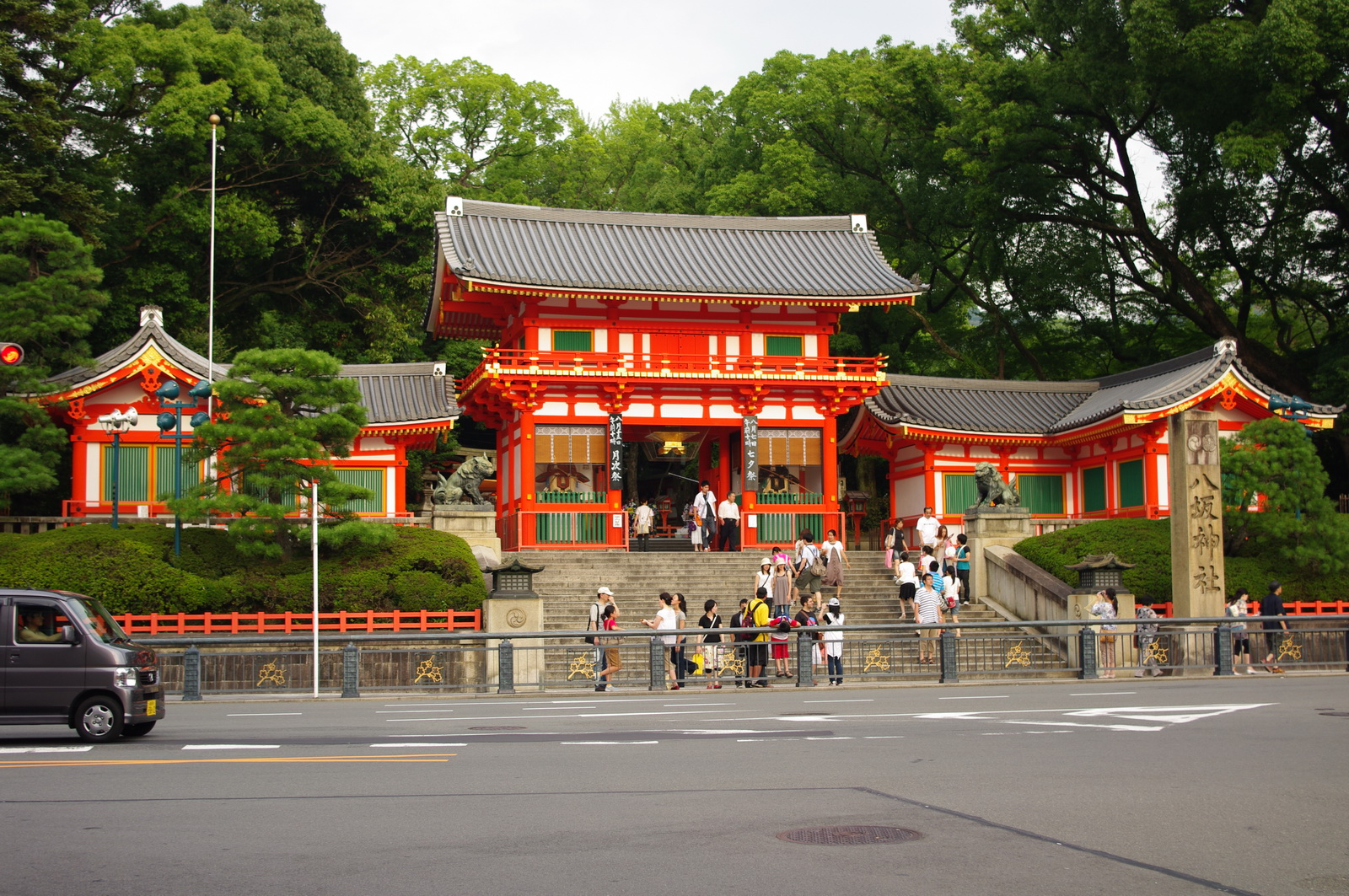
八坂神社

この時に泥酔した基次郎は、八坂神社前の電車道で大の字に寝て、「俺に童貞を捨てさせろ」と大声で叫んだため、中谷孝雄と津守萬夫は基次郎を遊廓に連れて行った。女が来ると基次郎はげろを吐いて女を困らせたが（いくらか故意にやっていたようだったという）、やがておとなしく部屋に入っていった。
支払いのためにウォルサムの銀時計を質に入れた基次郎は、「純粋なものが分らなくなった」「堕落した」と中谷に言った。それまで基次郎は中谷と平林英子の仲を2人の言う通り、ただの友人関係（従妹）と信じていたほど純真なところがあったという。
次第に基次郎の生活は荒れ、享楽的な日々を送るようになっていくが、中出丑三と議論し、今は天職が見出せなくても、〈土台〉を築けばいいという思いに至った。
11月、上京区北白川西町（現・左京区）の澤田三五郎方の下宿に移った。家賃が払えず下宿から逃亡することがしばしばだった。この頃、北野中学時代の友人で神戸にいる畠田敏夫が遊びに来た際に、他の友人らも交えて清滝の「桝屋（ますや）」に行った。酔っぱらった基次郎は、愛宕参りの兵庫県の団体客の部屋に裸で乱入して喧嘩となり、撲られ学帽を取られた（その後、店の主人・森田清次が取り返して戻った）。
この頃、「江戸カフェー」で、例の同志社大学の猛者・渡辺をうまく追っ払った文丙の北川冬彦（本名・田畔忠彦）を見て、基次郎は感激した。北川は柔道をやっていて、その場では文学談義にはならなかった。12月には、北野中学からの仲間への虚栄心から哲学書などを読んでいたことを基次郎は矢野繁や畠田敏夫に告白した。
1922年（大正11年）2月、基次郎は短歌20首を作って畠田敏夫に送った。また、〈創作に於る主観と表現〉の関係を模索し、〈主観の深さと表現の美しさ〉について考察したりした。3月、学期末試験の後、中谷孝雄と和歌山県に旅行した。追試を受けた基次郎は特別及第となり4月に3年に進級したが、中谷孝雄は落第した。
他の北野中学出身の理科の友人や、同年入学の文科の飯島正、浅野晃、大宅壮一、北川冬彦たちは全員卒業し、東京帝国大学へ進んでいった。基次郎と中谷は、三高の中で無頼の年長者として知られるようになっていく。
この頃、三高学内では金子銓太郎校長への反発から生徒間で校長の排斥運動が高まり、基次郎も「先輩大会」に参加。この運動には文甲の外村茂（のちの外村繁）や桑原武夫が活動していた。しかしその運動に深入りしなかった基次郎は〈詩のシンフォニー〉を目指し詩作を始めた。
絵画や音楽、舞台芸術の関心もさらに高まり、大阪の大丸百貨店での現代フランス美術展に行き、京都南座で上演された倉田百三作の『出家とその弟子』を観劇した。4月29日に三高に来校した英国皇太子（ウインザー公）が観戦する神戸外国人チームと三高のラグビー試合を基次郎も昂奮して楽しんだ。この頃、三条麩屋町西入ルにあった丸善書店で長い時間を過ごし、セザンヌ、アングル、ダビンチなどの西洋近代絵画の画集を立ち読みするのが基次郎の楽しみでもあった。

### 劇研究会と放蕩生活
1922年（大正11年）5月、中谷孝雄と夜な夜な街を歩き、質屋で金を作って祇園乙部（祇園東）の遊廓に行ったりする日々の中、高浜虚子の『風流懺法』を好み、中谷から借りた佐藤春夫の『殉情詩集』、島崎藤村の『新生』を感心して読んだ。基次郎は酒びたりや享楽の生活を後悔し、〈自我を統一する事〉〈善の基準を定めよ〉〈目覚めよ、我魂！〉と自戒した。三高劇研究会へ入った基次郎は、ビラ配りなどに勤しみ、外村茂や北神正も入部してきた。
劇研究会では、フランス帰りの折竹錫教授を講師がジャック・コポーの話をし、会員らは日本の戯曲や西欧近代劇の台本読みをし、基次郎は女役を引受けることが多かった。『サロメ』や『鉄道のマリンカ』で女声をしぼり出すため口をつぼめる基次郎の姿はとてもユーモラスだったという。
津守萬夫が会から遠のくと、基次郎と中谷孝雄が中心となり活動していった。6月初旬、戯曲創作の真似ごとをした基次郎は、京都南座で公演中の澤田正二郎の楽屋を外村茂と訪問して講演を依頼し、心身の調子がすぐれないながらも三島章道の講演を聴いたりした。
7月、学期末試験が済んで琵琶湖周航の小旅行をした後、柳宗悦の講演を聴き、大阪の実家での静養中は、ドストエフスキーの『カラマーゾフの兄弟』、志賀直哉の『暗夜行路』などを読んだ。この頃、戯曲草稿「河岸」に取り組んだと推定されている。8月には、和歌山の近藤直人の家に遊びに行き、近藤の妹婿や子供らと新和歌浦で海水浴をした。基次郎は7メートルほどの高い崖から板を使って飛び込み、海中の岩で鼻を怪我。その傷跡は一生残ることになった。

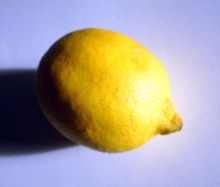
基次郎が好きだったレモン

9月は授業をさぼって、文丙2年の浅見篤（浅見淵の弟）と新京極のカフェーで飲み歩き、遊廓にも行った。この頃、文丙2年の小林馨も劇研究会に入部した。基次郎は6月から9月にかけ、いくつかの草稿を日記に綴った。一個のレモンに慰められる心を歌った詩草稿「秘やかな楽しみ」（檸檬の歌）、「百合の歌」、戯曲草稿「攀じ登る男」、小説草稿「小さき良心」、断片「喧嘩」「鼠」、またニーチェの影響で、断片「永劫回帰」などをこの時期に書いた。
10月、三高文芸部主催の有島武郎と秋田雨雀の講演会を聴いた。信州の平林英子が宮崎県日向の「新しき村」に入るために京都に立ち寄るが、中谷孝雄とよりが戻り、基次郎と3人で嵐山に行って保津川のボート上で上田敏の『牧羊神』の「ちゃるめら」を朗読した。基次郎は微熱があるのに冷たい川で泳いだ。
この頃、基次郎は中谷孝雄への絵はがきに自殺をほのめかす言葉を書いた。基次郎と中谷は、「新しき村」京都支部会員の外山楢夫に依頼され、演劇公演会の宣伝を手伝い、京都に来た武者小路実篤に会いに行った。
11月1日に上京区岡崎（現・左京区）の公会堂で「新しき村」の公演会が上演され、この時に基次郎は北野中学時代の同級生・永見七郎と再会した。永見は『白樺』関連の雑誌『星の群』に詩などを書いていた。同日、三高の寮で臥せっていた友人・青木律が腸チフスで死亡。基次郎は親友がいないと言っていた青木を親身に見舞っていた。同月上旬、来日したピアニスト・ゴドフスキーの演奏会を中谷孝雄と聴きに行った。
この秋、基次郎は酒に酔っての乱行が度を越えることもしばしばとなり、焼き芋・甘栗屋の釜に牛肉を投げ込み、親爺に追い駆けられたり、中華そば屋の屋台をひっくり返したり、乱暴狼藉を起した。放蕩の借金で下宿代も滞り、夕飯も出されなくなった。取り立てに追われて友人の下宿を転々とした。清滝の「桝屋」で泉水に碁盤を放り投げ、自分も飛び込んで鯉を追っかけ、基次郎だけ店から出入り禁止となった。金魚を抱いて寝ていたこともあったという。
基次郎の荒れ方は劇研究会の仲間も引くほどで、中谷はこの頃の基次郎を、「いささか狂気じみて来た」と回想している。そんな基次郎が心を慰められていた檸檬は、寺町二条角の「八百卯」で買っていたものであった。草稿「裸像を盗む男」や「不幸(草稿1)」など書かれたのもこの時期と推定されている。「裸像を盗む男」は、他人から見た自分と、自分の見る自分との分裂が主題となっている。
12月、2度目の落第が確実となり、大阪に帰った基次郎は、退廃的生活を両親に告白して実家で謹慎生活を送ることにし、トルストイを読み耽った。北白川の下宿代は兄が支払いに行った。この頃、草稿「帰宅前後」「洗吉」「不幸(草稿2)」が書かれたと推定されている。同月に兄が結婚し、大阪市西区西島の北港住宅（のち此花区西島町北港住宅163番地の1）に所帯を持った。基次郎は年末、和歌山の近藤直人を訪ね、自画像のデッサンを持参して見せた。

### 心の彷徨――2度の落第
1923年（大正12年）1月、基次郎は小説草稿「卑怯者」断片を書いた。体調の悪化する冬、宇賀康への手紙で前年秋の自身の蛮行を振り返り、〈記憶を再現する時に如実に感覚の上に再現出来ないこと〉が、過ちを繰り返す原因と分析し、〈人間が登りうるまでの精神的の高嶺に達しえられない最も悲劇的なものは短命だと自分は思ふ〉、〈どうか寿命だけは生き延び度い　短命を考へるとみぢめになつてしまふ〉と語った。
2月、基次郎は、佐藤春夫の『都会の憂鬱』を読んで感銘し、自分の内面の〈惨ましく動乱する心〉を〈見物の心で、追求〉させる技術的方法を探り、本格的な創作への道を歩み出した。また山田耕筰の作品発表コンサートを聴きに行った。
この頃に草稿「彷徨」を書いたと推定されている。いずれ死に至る病を宿命として自覚していた基次郎は、その暗い意識を逆手にとって生きることで、美なるもの、純粋なものをつかみ取ろうとしていた。3月、畠田敏夫と六甲苦楽園で遊び、学期末試験を放棄して再び落第が決定した。
4月、2度目の3年生となり、上京区北白川の下宿に戻った。理科生でありながら、結核持ちの文学青年の基次郎は三高内で有名人となった。破れた学帽に釣鐘マントと下駄ばき、汚れた肩掛けのズックカバンで授業も出ずに、そこいらを歩きまわっている風貌も目を引き、「三高の主」「古狸」などと称される存在だった。同月、近藤直人は京都帝国大学医学部に復学した。劇研究会に文甲2年の浅沼喜実が入部した。
5月、上京区寺町荒神口下ル松蔭町（京都御所の東）の梶川方に下宿を移した（この下宿屋の老婆と30歳の女教師の娘のことが、習作「貧しい生活より」の題材となり、小説「ある心の風景」の舞台部屋となる）。この頃、母への贖罪のための草稿「母親」や、「矛盾のやうな真実」「奎吉」が書かれ、劇研究会の回覧雑誌『真素木（ましろき）』に、瀬山極（ポール・セザンヌをもじった筆名で「奎吉」を発表した。
また、三高校友会・嶽水会の文芸部理事になった外村茂に頼まれ、『嶽水会雑誌』に「矛盾の様な真実」を投稿した。2作とも、内面と外面との落差などを描いた小品であった。この校友会誌に作品を投稿したことのあった文甲1年生の武田麟太郎は、ある日グラウンドで基次郎から突然話しかけられ、「矛盾の様な真実」の感想を求められた後、同号はくだらない作品ばかりだったから、今度君がいいものをきっと書いてくれと丁寧に言われたという。
6月、近藤直人の下宿が左京区南禅寺草川町に変わり、基次郎は頻繁にここを訪ねた。雑誌『改造』に掲載された若山牧水の「みなかみ紀行」を読んで宇賀康に送った。宇賀は5月上旬に幽門閉塞で危篤となり、お茶の水の順天堂病院に入院し手術を受け、病院に駆けつけた基次郎はそこに留まって看病していた。その後基次郎は学期末試験に向けて勉強に励んだ。
7月、有島武郎が軽井沢の別荘で心中した事件を中谷孝雄から聞き、基次郎はしばらくショックで口もきけなくなり考え込んでしまった。同月、「矛盾の様な真実」掲載の『嶽水会雑誌』（第84号）に詩を発表していた文丙3年の丸山薫（東京高等商船学校卒業後に三高に入学したため当時24歳）に基次郎は話しかけて知り合った。四国小松島の三高水泳所に行ったこの頃、八坂神社石段の西北のカフェーを舞台にした草稿「カッフェー・ラーヴェン」が書かれたと推定される。
8月、軍の簡閲点呼を受けるため大阪に帰り、父・宗太郎と別府温泉へ旅行した。ビールを飲みながら、有島武郎の自殺事件について大激論となった。この頃には日向の「新しき村」の武者小路実篤の四角関係も新聞ネタになっていた。別府からの帰路は1人船で帰った基次郎は、トルストイの『戦争と平和』を耽読し、この船旅のことを草稿「瀬戸内海の夜」に書いた。
9月、劇研究会の公演準備（チェホフの『熊』、シングの『鋳掛屋の結婚』の演出担当、山本有三の『海彦山彦』）で、「多青座」を組織し、同志社女子専門学校（現・同志社女子大学）の女学生2人（石田竹子と梅田アサ子）を加えて、万里小路新一条上ルに部屋を借りて稽古した。しかし、それが不謹慎だという噂が広まり、10月に校長・森外三郎より、関東大震災のあとの自粛という表向きの理由で公演中止命令が出された。
すでに衣裳も準備し前売り券も売っていたため、『日出新聞』に中止の広告を出して、公演当日10月17日には会場で払い戻し作業に追われた。後始末のための金は校長から100円を渡されたが、外村茂や基次郎は公演中止に激しく憤った。これがのち、〈恥あれ！ 恥あれ！ かかる下等な奴等に！ そこにはあらゆるものに賭けて汚すことを恐れた私達の魂があつたのだ〉と5年後もなお尾を引いて綴られることになった。
基次郎は払い戻しを終えると、祇園神社の石段下の北側にあった「カフェ・レーヴン」で酒を飲んで暴れた。悔し涙で再び基次郎の泥酔の日々が始まり、外村茂や浅見篤、中谷孝雄も付き合った。カフェーには、関東大震災後に大杉栄が官憲に虐殺され（甘粕事件）、京都に逃げてきたアナーキストらが多く出入りしていたため、彼らもその空気に影響された。酔うと基次郎は外村茂を「豪商外村吉太郎商店の御曹司」と揶揄し、4人一緒に大声で「監獄をぶっこわせ」と高吟して夜の街を練り歩き、看板を壊して暴れ回った。
基次郎は、円山公園の湯どうふ屋で騒ぎ、巡査に捕まり、四つん這いになり犬の鳴き真似をさせられた。また、当時京都で有名だった「兵隊竹」という無頼漢ヤクザとカフェーで喧嘩をし、左の頬をビール瓶でなぐられ、怪我をして失神した。その頬の傷痕は生涯残った。11月、北野中学時代からの友人・宇賀康、矢野潔、中出丑三の悪口を綴った葉書をわざと宇賀宛てに出したりした。この頃、「瀬山の話」第2稿を書いていた。

### 東京帝大文学部入学
1924年（大正13年）1月、上京区岡崎西福ノ川町（現・左京区岡崎）の大西武二方に下宿を移し、卒業試験に備えた。浅見篤が訪ねると、原稿用紙が部屋中に散らばり、階下の便所に行かずに、ズックカバンの中に小便を溜めてぶら下げていたという。この頃、自分の鬱屈した内面を客観化して書こうとする傾向の草稿（習作「雪の日」「瀬山の話」「汽車――その他」や「過古」などに発展する）をいくつも試みていた。
2月、卒業試験終了後、基次郎は重病を装って人力車で教授宅を廻り、卒業を懇願した。3月、特別及第で卒業。結局5年がかりで三高を卒業した基次郎は、その足で夜汽車に乗って上京し、東京帝国大学文学部英文科に入学の手続きを済ませた（当時は倍率が低ければ無試験で入学可能であった）。同行した中谷孝雄と外村茂も、それぞれ独文科、経済学部経済学科を希望した。
3人は麻布市兵衛町の外村家別宅に泊り、同人雑誌を出すことを語り合い、銀座や神楽坂に繰り出した。中谷孝雄が先に帰郷した後も基次郎はそこに残り、中谷の三重県立一中時代の後輩の新進歌人・稲森宗太郎（早稲田大学国文科）を訪ねたり、すでに東京帝国大学工学部電気科3年になる宇賀康や、東京に帰省していた浅見篤と遊び、東大赤門前のカフェーで客と喧嘩し2階から転落したりした。
京都に戻った基次郎は下宿を引き払った後、三高劇研究会の後輩らと飲み、武田麟太郎に愛用のズックカバンと登山靴をあげた。大阪の実家に帰ると、東京での生活費は自分で稼ぐように通告された。
4月、雑誌『中央公論』に掲載された佐藤春夫の「『風流』論」を読み、自我を追究する近代小説よりも自然と一体化する瞬間の美を描くボードレールや松尾芭蕉の作品を賞揚する佐藤春夫の姿勢に共鳴した。この頃、トルストイの『アンナ・カレーニナ』や若山牧水の『山櫻の歌』も読んだ。
上京した基次郎は数日間、本郷区追分町の矢野潔の下宿に泊った後、本郷区本郷3丁目18番地（現・文京区本郷2丁目39番13号）の蓋平館支店に下宿を決めた。前年の関東大震災で東大の赤レンガも壊れたままのところもあったが、下宿先の町は被害が少ない地域であった。三高の入学式の檀上では、卒業試験後の人力車の挿話を伝え聞いていた森校長が、卒業生の基次郎のことを、病気を親に隠し猛勉強した親孝行者として新入生に紹介した。
先に帝大文学部に進んでいた飯島正、大宅壮一、浅野晃が第七次『新思潮』創刊を計画していたことに刺激された基次郎と中谷孝雄、外村茂は、自分たちも同人誌を作ろうと具体的計画を練り、5月に、三高出身の小林馨（仏文科）と忽那吉之助（独文科）や、稲森宗太郎（早大）を仲間に加えて、誌名の仮称を三高時代によく通った「カフェ・レーヴン」から「鴉」とした。これはエドガー・アラン・ポーの詩に「大鴉」があったことも由来する。だが基次郎はこの「鴉」という名称に不満を持っていた。
6人は5月初旬に、本郷4丁目の食料品店「青木堂」の2階にある喫茶店で第1回同人会を開き、創刊を秋にすることして具体的な日取りを進めた。6月に大宅壮一らの第七次『新思潮』が創刊され、巷の文学青年たちの間で同人誌を創刊する気運が高まっていた。この頃、基次郎は草稿「夕凪橋の狸」「貧しい生活より」を書いたと推定されている。月末、異母妹・八重子の危篤の報を受け、基次郎は大阪の実家へ駆けつけた。基次郎はこの幼い異母妹をとても可愛がっていた。

### 異母妹の死――松阪へ
1924年（大正13年）7月2日、3歳の八重子は家族全員の看病の甲斐なく結核性脳膜炎で急逝した。貧乏で死なせてしまったことを不憫に思ったのか、父・宗太郎は悲しみ酔いつぶれた夢の中でも「南無妙法蓮華経」を唱えて、指の先で畳を擦っていた。落胆や様々な思いが基次郎の胸に去来し、計画していた5幕物の戯曲「浦島太郎」の執筆を断念し、短編小説を書く決意をした。
初七日が済み、若山牧水の『みなかみ紀行』を買って夜の街を散歩した基次郎は、〈綴りの間違つた看板の様な都会の美〉や〈華やかな孤独〉を感じ、〈神経衰弱に非ざればある種の美が把めないと思つてゐる〉として、それを書くためには〈精力〉が必要だという心境を友人らに宛て綴った。
この頃、よく血痰を吐いていた基次郎は、不安定で敏感な感覚の精神状態の中にいたが、その自意識の過剰の惹き起こす苛立ちや、日常の認識から解放された地点で、感覚そのものを見つめ、五感を総動員して「秘かな美」を探ることに次第に意識的になっていった。
また近藤直人と新京極を散歩中に見た蛸薬師の絵馬から、〈表立つた人々には玩賞されないが市井の人や子供に玩賞せられるこの様な派の存在〉に気づかされた。中之島図書館に帝大の角帽を被って行く〈学生時代の特権意識〉と〈軽いロマンティシイズム〉を感じて、〈一面恥かしく、一面軽く許す気〉にもなった。この頃、草稿「犬を売る男」が書かれたと推定されている。

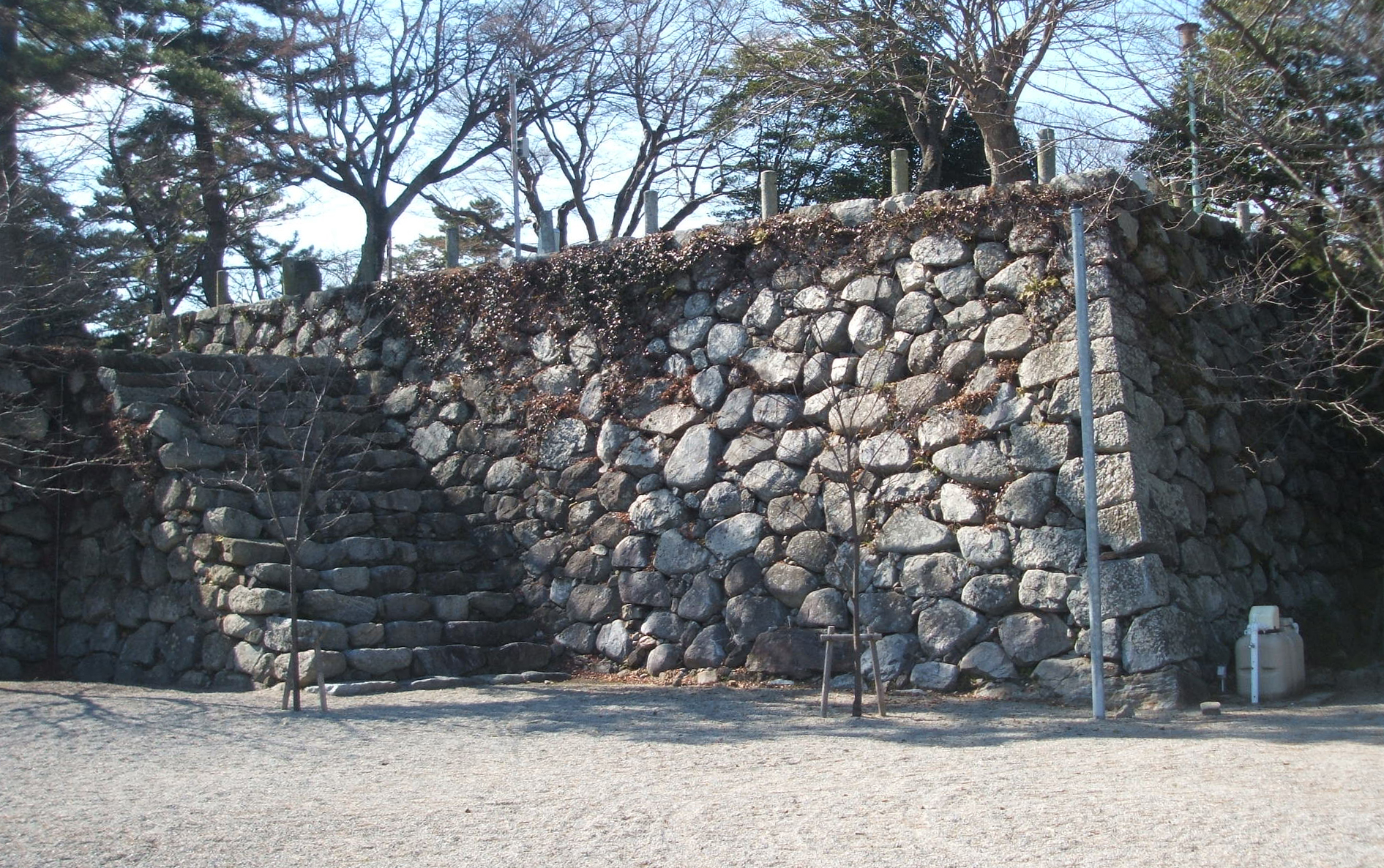
松阪城跡。「城のある町にて」の題材となった

8月、姉夫婦の宮田一家が住む三重県飯南郡松阪町殿町1360番地（現・松阪市殿町）へ養生を兼ねて、母と末弟・良吉を連れて滞在した。基次郎は都会に倦んだ神経を休め、異母妹の死を静かな気持で考えた。母と末弟が先に帰った後も、松阪城跡を歩き、風景のスケッチや草稿ノートを書き留めた。これがのちの「城のある町にて」の素材となる。
9月初旬に京都に行った基次郎は、加茂の河原の風景の中で心を解放し、言葉で風景をスケッチした後、東京の下宿に戻って同人雑誌の創刊のため喫茶店の広告取りをし、掲載する作品創作にも勤しんだ。この頃、初恋の思い出の草稿を宇野浩二の『蔵の中』に影響された饒舌体で書き、草稿「犬を売る男」や「病気」を原稿用紙にまとめ直そうとしていたと推定されている。
この時期、大阪の実家は玉突き屋を閉店し、大阪府東成郡天王寺村大字阿倍野99番地（現・阿倍野区王子町2丁目14番地12号）に引っ越した。そこで母・ヒサは、羽織の紐などの小物や駄菓子を売る小間物屋を開店した。

### 『青空』創刊――檸檬
1924年（大正13年）10月上旬、本郷菊坂下の中谷孝雄の下宿に集まった基次郎ら同人6人は雑誌の正式名称を何にするか相談した。基次郎は「薊」（あざみ）という名がいいと主張したが、水を揚げない花だと反対する者があり廃案となった。中谷と同棲を再開していた平林英子が、武者小路実篤の詩に「さわぐものはさわげ、俺は青空」というのがあると窓辺で中谷に囁いた。
中谷が快晴の空を見上げながら「青空はいいな」と叫び、即座に基次郎が賛同して「青空」に決定した。中谷と吉祥寺に行って十三夜の月見をした基次郎は、作家として生計を立てる決意を告げたという。
以前から基次郎は、京都での自分の鬱屈した内面を客観化しようとした「瀬山の話」を書き進めていたが完成に至らずに習作どまりで断念していた。その中の「瀬山ナレーション」の断章挿話「檸檬」（一個のレモンと出会ったときのよろこびと、レモンを爆弾に見立て、自分を圧迫する現実を破砕してしまおうという感覚を描いたもの）を独立した作品に仕立て直して、創刊号に発表することにした。
同人らは『青空』創刊号に掲載する原稿を10月末に持ち寄り、帝大前の郁文堂書店に発売を依頼するが印刷代が高額だったため、そこでの印刷は断念し、稲森宗太郎の友人・寺崎浩の父親が岐阜刑務所の所長をしていた伝手で、刑務所の作業部で印刷してもらうことになった。外村茂と忽那吉之助が帰郷ついでに刑務所に原稿を渡した後、校正などの事務連絡に手間取り、創刊発行は新年になることになった。
11月、中谷夫妻が江戸川区に転居したため、基次郎の下宿が同人の集合する場所になった。この頃、基次郎は武蔵野を散策して、国木田独歩の『武蔵野』のような作品を書きたいと考えていた。フランスと日本の20世紀絵画（林武、黒田清輝）への関心が強まった基次郎は、〈前からもさうでしたが、自分個人的なそしてその場その場の感興に身を委せるといふ様なことに無意識的に移つて来たやうに思ひます〉と近藤直人に書き送り、同人誌創刊号に載せる小説について語った。
12月、宇賀康の家の紹介で、郊外の荏原郡目黒町字中目黒859番地（現・目黒区目黒3丁目4番2号）の八十川方に下宿先を変えた。この家は偶然にも母の若い頃の友人宅であった。27日には、印刷された『青空』300部を受け取りに、中谷、外村と3人で岐阜刑務所作業部に出向いた。
半数を外村茂の実家に送付し、残りを携えて京都に行き、販売協力のため円山公園にある料亭「あけぼの」で待つ劇研究会後輩の浅沼喜実、北神正、新加入の淀野隆三（文甲3年。伏見の鉄商の息子）、龍村謙（文乙2年。西陣織の染織研究・龍村平蔵の長男）に渡した。その夜、基次郎と外村は後輩らと、伏見過書町の淀野隆三の実家に泊り、翌日は先輩の山本修二の家（京都寺町丸太町）に行った。
1925年（大正14年）1月、小説「檸檬」を掲載した同人誌『青空』創刊号が販売されたが、評判にならなかった。雑誌を文壇作家に寄贈しなかったためと思われたが、それは基次郎が「彼らは書店で（30銭を払って）買って読む義務がある」と主張したからだった。先月半ばから取りかかっていた次号作の執筆に取り組む基次郎は下宿の部屋から出なかったので、仲間から「目黒の不動さん」と呼ばれた。

### 反響の無さ――焦燥
同人間の合評で「檸檬」の評判はあまり好くなかったが、第三高等学校時代の音楽仲間で帝大法学部フランス法の小山田嘉一は、同科で三高出身の北川冬彦に「これはすごいんだ」と推奨していた。稲森宗太郎は健康上の理由もあり、短歌に専念するために創刊号のみで同人を抜けた。
1925年（大正14年）1月末、大雪が止んだ後、床屋に行き散髪するが釜が割れてよく濯いでもらえず、基次郎は石鹸の泡をつけたまま歩いて古書店を回った。銀座でフランスパンを買うが、その散歩中に神経衰弱のような気分で苛立ち、有楽町のプラットホームからガード下の通りに向って小便をかけた（この日のことはのちに「泥濘」に書かれる）。
1925年（大正14年）2月、同人の集会（3号の原稿持ち寄り会）で、印刷の誤植の多い岐阜刑務所作業部から、高額でも東京麻布区六本木町の印刷所・秀巧舎に変更することに決定した。中旬には、「城のある町にて」を掲載した『青空』第2号が発行されたが、この小説もほとんど評価されなかった。基次郎は第3号には作品を投稿せず、稲森宗太郎の代わりに入れた千賀太郎は第3号のみで抜けた。
3月中旬、帝大文学部仏文科に進学する淀野隆三と、法学部に進む浅沼喜実（のちに筆名・湖山貢）が上京し、『青空』同人に加入することになった。基次郎は淀野を通じて、陸軍士官学校中退後に三高に入った1歳上の三好達治と知り合った。春休みも小説創作が進まず苦労していた基次郎は、先月から、「瀬山の話」を元に「雪の日」か「汽車その他――瀬山の話」をまとめ直そうとしていたと推定されている。
4月、麹町区富士見町（現・千代田区）の小山田嘉一（帝大卒業後、住友銀行東京支店に就職）の家で、「檸檬」を褒めていた北川冬彦と再会した。北川は法学部から文学部仏文科に再入学して父親から勘当されたが、詩誌『亜』の同人で、前年の1924年（大正13年）1月に詩集『三半規管喪失』を刊行し、横光利一に認められる詩人となっていた。基次郎は北川を『青空』に誘うが、同人にはまだ加入しなかった。この月、実家の地番が市域に編入されて、住吉区阿倍野町99番地（現・阿倍野区王子町2丁目14番地12号）に変わった。
5月、銀座で絵画展覧会を観たり、「カフェー・ライオン」でビフテキを食べるなど贅沢をするが倦怠感は晴れず、島崎藤村の『春を待ちつゝ』を読み、机の位置を変えたりした。この頃、「泥濘」執筆に取りかかったと推定されている。月末に麻布区飯倉片町32番地（現・港区麻布台3丁目4番21号）の堀口庄之助方に下宿を変えた。家主の堀口庄之助は石積みの名人と言われた植木職人で目黒区祐天寺に居て、植木職を継いだ養子・繁蔵と津子の若夫婦が階下に住んでいた。

### 『青空』の広報活動
1925年（大正14年）6月、淀野隆三の意見を聞き入れ、著名作家に『青空』第4号を寄贈することになり、基次郎も宛名書きや喫茶店への広告ビラ書きを手伝った。この頃、淀野や外村と観にいった日仏展覧会でアントワーヌ・ブールデルの彫刻に感心した。7月、「泥濘」を掲載した『青空』第5号を発行した。実家の小間物屋は店を半分に分け、エンジニアの兄・謙一の技術指導を受けた弟・勇がラジオ店を開業した。この前年に大阪のラジオ放送局JOBKが開局していた。
8月の夏休みは、外村茂と一緒に淀野の実家を訪ね、宇治川で舟遊びをし、京都博物館に行った。同月には、神経痛の父を松山の道後温泉へ送った後に船で大阪に戻った。この頃「路上」に取りかかり、下旬に宇賀康と一緒に和歌山の近藤直人も訪ねた。9月中旬に上京する途中に、近藤直人と比叡山や琵琶湖に行き、松尾芭蕉の『奥の細道』について語った。
10月、「路上」を掲載した『青空』第8号を発行し、この号から部数を300から500部にした。この月、基次郎はなけなしの金をはたいて、帝国ホテルで開かれたジル・マルシェックスのピアノ演奏会に6日間通い、瞑想的な気分に浸り感動を味わった（これがのち「器楽的幻想」の題材となる）。同月下旬は、千葉県の陸軍鉄道部に入隊する中出丑三を、矢野繁と一緒に送っていった。
11月、「橡の花」を掲載した『青空』第9号を発行した。北神正（法学部。筆名は金子勝正）と清水芳夫（画家・清水蓼作。淀野隆三の友人）が同人参加するが、北神は第10号だけで抜けた。12月、伏見公会堂と大津の公会堂で『青空』文芸講演会が開かれ、基次郎は大津で「過古」を朗読し、余興として歌も歌った。聴衆は7名（内2人は『真昼』同人）だった。
1926年（大正15年）1月、「過古」を掲載した『青空』第11号を発行。2月、「雑記・講演会其他」を掲載した『青空』第12号を発行した。この号から、基次郎が誘った飯島正が同人参加した。3月中旬、帝大仏文科に入学が決まった後輩の武田麟太郎が上京したため、三好達治と3人で銀座に行くが、飲み屋「プランタン」で明治大学の不良と大喧嘩となり、武田が築地警察署の留置場に入れられた。
4月中旬、基次郎は外村茂と共に飯倉片町の島崎藤村宅を訪問し、5月発売の同人誌『青空』第15号を直接献呈した。「雪後」と「青空同人印象記」を掲載した6月の『青空』第16号から同人に三好達治が参加した。「雪後」は友人・矢野繁をモデルにした小説である。
7月、「川端康成第四短篇集「心中」を主題とせるヴアリエイシヨン」を掲載した『青空』第17号を発行。北神正が同人に復帰した。この号を購入した東京商科大学予科生の田中西二郎（のち中央公論社入社）は基次郎の川端論を読んで感心していた。『青空』は経営難のため、三高劇研究会の同人誌『真昼』との合同が模索されたが、この計画は実現しなかった。
8月、「ある心の風景」を掲載した『青空』第18号を発行した。炎天下、基次郎は微熱が続く中、配本に神楽坂や四谷を歩き回ったり、銀座松屋の広告を取ったりした。中旬、基次郎は激しい疲労で病状が進み血痰を見た。麻布の医者から「右肺尖に水泡音、左右肺尖に病竈あり」と診断された。そして大手出版社の雑誌『新潮』の編集者・楢崎勤から10月新人特集号への執筆依頼を受け、この猛暑の夏、大阪で執筆に取り組むが、書けずに終り、9月に新潮社に詫びに行った（この時に未完の作品が、のち「ある崖上の感情」となる）。
しかしその3日後に、書簡体小説「Kの昇天」を書き上げ、10月、「Kの昇天――或はKの溺死」を『青空』第20号に発表した。この頃、結核の進行にあせっていた基次郎は、毎晩寝床で「お前は天才だぞ」と3度繰り返し自分に暗示をかけていた。月末に三好達治が基次郎からの強い誘いで、飯倉片町の下宿の隣室に入った。心境小説こそが小説の進むべき方向と考えていた基次郎は、三好に志賀直哉の『雨蛙』を勧め、三好から萩原朔太郎の詩を教えられた。2人は松尾芭蕉七部集を注釈書で勉強した。

### 伊豆湯ヶ島へ――『青空』廃刊

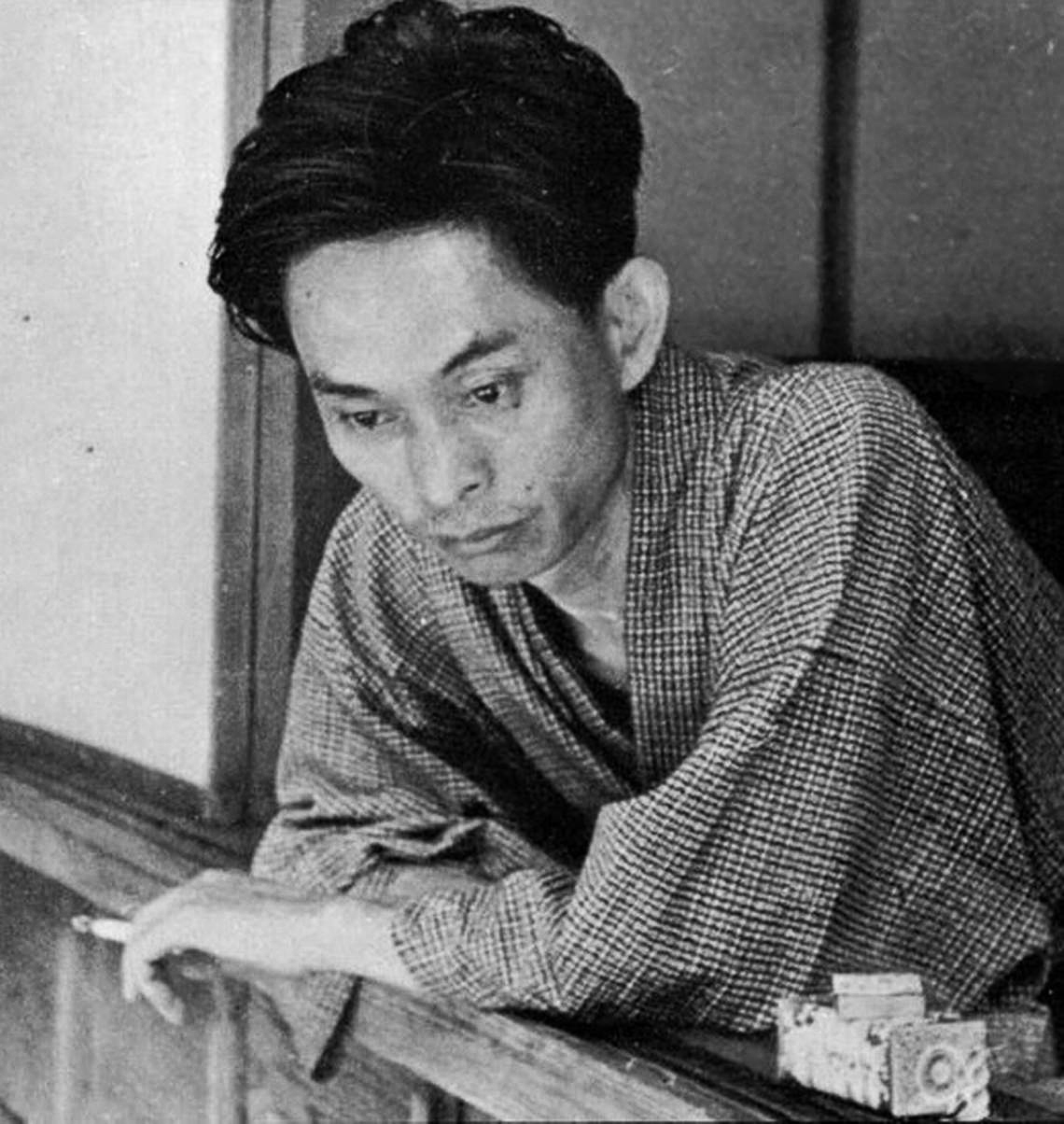
川端康成 1938年（39歳頃）

1926年（大正15年）11月、「『新潮』十月新人号小説評」を掲載した『青空』第21号を発行した。同人に北川冬彦、浅見篤、龍村謙（美術史学科）、英文科で八高出身の阿部知二と古澤安二郎が参加することになり、本郷4丁目の「青木堂」2階で顔合わせ会を開いた。彼らは22号から同人になった。
基次郎は夏からの無理が重なっていて、喀血がひどくなり、「君は一日も早く、君の文筆で生計を立てるより外はない、卒業証書を貰つたつて仕方がないではないか」という三好達治の勧めもあり伊豆で日光療養しようかと考えた。
自分の進学のために苦労した親への申し訳なさから悩んだが、卒業論文提出を断念した基次郎は、昭和と元号が改まった12月の暮、品川駅を発ち、衰弱した身を癒すため伊豆に行った。現地の人から暖かな西伊豆を勧められたが、吉奈で気が変り、基次郎は2歳年上の作家・川端康成のいる湯ヶ島温泉に向った。
宇賀康らが以前宿泊したという「落合楼」に入るが長逗留は断われ、「湯本館」に滞在中の川端を訪ねてみた。『青空』を寄贈されていた川端は、飯島正や北川冬彦の名を知っていた。川端は基次郎と会話中、ちょうど部屋に遊びに来た板前・大川久一に相談し、狩野川の支流・猫越川の崖沿いの宿「湯川屋」を基次郎に紹介した。
1927年（昭和2年）元旦、「落合楼」を出た基次郎は「湯川屋」に移り、宿代も一泊4円のところ、3食付きで半額の2円にしてもらった。川端の宿へそのことを報告に行き、雑誌『文藝戦線』や『辻馬車』の話を聞いていると、岸田国士がやって来たので辞去した。
基次郎はこの地で、これまで書いてきた感覚的な世界を、さらに比喩や象徴を多用し悲しみの詩的世界にした「冬の日」（前篇・後篇）を3月まで執筆した。その間、川端の宿へ通って囲碁を教わり、川端の『伊豆の踊子』の刊行の校正を手伝った。
2月、「冬の日」（前篇）を掲載した『青空』第24号が発行された。この作品は同人に好評で、三好達治はいきなり室生犀星に送り、犀星が褒めた。基次郎は同人たちの思想上の違いを、〈ポルシェビスト〉対〈アナーキスト〉と喩え、自身の立場を〈資本主義的芸術の先端リヤリスチック シンボリズムの刃渡りをやります〉とした。3月から松村一雄（国文科。八高出身）が同人に参加した。川端が散歩の途中に、『伊豆の踊子』の装幀者の吉田謙吉や、『辻馬車』同人の小野勇、藤沢桓夫を連れて「湯川屋」に遊びに来たこともあった。
4月、「冬の日」（後篇）を掲載した『青空』第26号が発行された。この号で小林馨と清水芳夫が抜けた。川端康成は横光利一の結婚式出席を機に湯ヶ島を離れたが基次郎はまだ残った。その後、血痰が続いて長く歩くと高熱が出て、東京に帰れない思いで苦しんだ。この月、『辻馬車』掲載の中野重治の評論に感心した。5月、『青空』27号で浅見篤と忽那吉之助が抜け、三高出身の青木義久（京都府立医大）が加入した。「湯本館」にアナーキストの新居格が宿泊し、藤沢桓夫と一緒に「湯川屋」の基次郎を訪ねてきた。
6月、『青空』28号が発行されたが、この月から北川冬彦、三好達治、淀野隆三が脱退を決めた。同人会で雑誌の終刊が決定され、この号が最後となった。阿部知二、古澤安二郎らが新たに同人誌『糧道時代』を紀伊国屋書店から発刊する計画をし、基次郎も手紙で知らされたが、またいつか『青空』を再興することを考えていた基次郎は誘いを辞退した。

### 宇野千代をめぐって

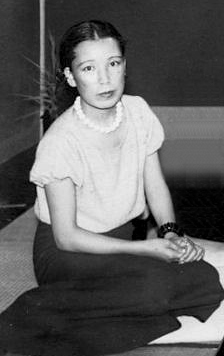
宇野千代 1935年前頃

1927年（昭和2年）6月頃、川端康成の勧めで湯ヶ島にやって来た萩原朔太郎、広津和郎、尾崎士郎、宇野千代、下店静市らと面識を持ち、共に過ごした。7月は、淀野隆三も卒業論文を書くため滞在するようになった。同24日、芥川龍之介の自殺が報じられ、湯ヶ島にも衝撃が走った。
8月、三好達治も卒論執筆のため湯ヶ島に来て、丸山薫も来湯すると、宇野千代や萩原朔太郎も交えて句会が開かれた。三好と基次郎は千代に惹かれた。
9月、尾崎士郎が『新潮』に湯ヶ島を舞台にした「『鶺鴒の巣』そのほか」を載せたが、「鶺鴒の巣」には基次郎が「瀬川君」として登場し、尾崎と千代との夫婦の倦怠を描いた1篇「河鹿」には、梶井が尾崎に教えたと思われる河鹿の交尾の場面が書かれた。基次郎は一旦上京した折に、中谷孝雄と共に東京府荏原郡の馬込文士村にいる尾崎を訪ねて文学談義で意気投合して話し込み、大森駅近くで鰻をおごられた。
10月、京都帝大医学部付属病院の医者に来春まで静養するように診断された後、大阪の実家に立ち寄り、両親の老いを感じて湯ヶ島での創作活動を決意し伊豆に戻った。
10月下旬に川端康成の遠い親戚にあたる北野中学時代の同級生・小西善次郎が『伊豆の踊子』を手に天城越えをするため湯ヶ島に来て、基次郎を訪ねた。11月、天城トンネルを越えて湯ヶ野温泉まで歩いて一泊し、下田港まで回って「湯川屋」に戻ったが、身体を痛めて数日間寝込んだ。
この頃、炭問屋、杉山の屋敷で義太夫の会を聴き、この音と動作の印象が2年前に聴いたジル・マルシェックスのピアノ演奏を呼び起こし、「器楽的幻想」の題材となる。また湯ヶ島を回った大神楽の獅子舞を見て、獅子の仮面が生きているような錯覚を感じた。12月、「『亜』の回想」が詩誌『亜』終刊号に掲載された。『糧道時代』発行計画が同人『文藝都市』となり、浅見淵から誘われ、基次郎は躊躇しながら消極的に参加した。
1928年（昭和3年）1月、再びやって来た小西善次郎と一緒に、熱海の貸別荘に住んでいる川端康成を訪ねて数日泊った。その後、馬込文士村の萩原朔太郎を訪ね。尾崎士郎宅の宇野千代に会いに行った基次郎は、その夜に詩人・衣巻省三の家で開かれたダンス・パーティーに一緒に参加した。千代との恋の噂などをめぐって基次郎と尾崎の間に鬱屈していた「気質の上に絡み合ふ処理できない感情」が爆発する一悶着があった。
基次郎が最初に、「よお、マルクスボーイ」、「おい、尾崎士郎。浪花節みたいな小説書くのん、止めろ」と尾崎を呼んだことが喧嘩の口火だった。尾崎は浪花節的人物であったが、左翼がかったことも口にしていたので、「軽薄な奴」という含意があった。「何をこの小僧」と尾崎が怒り、「足袋をぬげ」と喧嘩の体勢になった。2人は殴り合いの寸前となったが、三井勝人の仲裁により何とか事が収まった。その夜、基次郎は萩原朔太郎の家で一晩中、喀血をした。
湯ヶ島に戻った基次郎は、淀野隆三や清水芳夫、三好達治と過ごした。誕生日の2月17日には、熱海の川端の元を訪れ下旬まで過ごした。ボードレールの『パリの憂鬱』を座右の書としていた基次郎は、前年12月頃に英訳の一部をノートに筆写していたが、そのボードレールに影響され、清澄なニヒリズムを描いた「蒼穹」を3月の『文藝都市』第2号に発表した。
3月中旬頃、再び来湯した藤沢桓夫とバスで下田まで行き、黙って下賀茂に2、3泊したため、宇野千代や「湯川屋」の人たちを心配させ、村中が大騒ぎになった。この時期、千代は湯ヶ島に来て、しばしば基次郎の宿を訪れていた。この3月をもって、授業料未払いで東京帝国大学文学部英文科から除籍された基次郎だが、卒業したとしても、結核の身では就職の当てもなかった。
4月、「筧の話」を北原白秋主宰の雑誌『近代風景』に発表。4月下旬、実家からの送金も絶たれ、宿の借金もあり湯ヶ島を去ることを決意した。

### 帝大中退後――大阪帰郷へ
1928年（昭和3年）5月、「器楽的幻覚」を『近代風景』に発表し、雑誌『創作月刊』創刊号には、自分の心の二つの相剋する働きを構造的にとらえた「冬の蠅」を発表した。この作品を阿部知二が『文藝都市』の合評欄で推奨した。
5月上旬、留守の間に北川冬彦に貸していた麻布区飯倉片町の下宿に戻った基次郎は、1階を間借りして「ある崖上の感情」を書いた。この時、北川の部屋には春から上京した伊藤整（東京商科大学）もいて、基次郎から「櫻の樹の下には」の話を聞いた。伊藤は下旬に父親の病気で郷里の北海道に帰ったため、基次郎はまた2階に移った。
基次郎は深川区のスラム街に住みたいと考えて見に行くが、結核の身には酷な場所だと考えて諦めた。同月には、広津和郎の紹介で日本橋で開業している口碑伝承的な漢方医に注射をしてもらった。この頃すでにレントゲンに写った基次郎の左の肺には卵大ほどの穴が開いていた。
7月、実験的な心理小説「ある崖上の感情」を『文藝都市』に発表し、舟橋聖一に激賞された。同人『文藝都市』の批評欄に載せる小説評を依頼され、プロレタリア文学系の雑誌『戦旗』と『文藝戦線』掲載小説の批評を引受けた。基次郎はこの時期、下宿の食事代も払えなくなり、東京府豊多摩郡和田堀町堀ノ内（現・杉並区堀ノ内）の中谷孝雄の借家に身を寄せた。
8月、「『戦旗』『文藝戦線』七月号創作評」において、基次郎はプロレタリア文学の観念性を批判したが、窪川稲子（佐多稲子）や岩藤雪夫は好評した。また、『創作月刊』に掲載の牧野信一の「小川の流れ」にしきりに感心した。中旬に病状が重くなり、淀野隆三からそのことを伝え聞いた川端康成・秀子夫妻が心配して見舞いにきた。
基次郎は毎日のように血痰を吐き、しばしば呼吸困難に陥り歩けなくなるほど体の衰弱が甚だしくなってきた。身体を心配する友人たちの強い説得もあり、9月3日に大阪市住吉区阿倍野町の実家へ帰ることになった。1年ほど静養して再び飯倉片町の下宿に戻るつもりで手荷物以外はそのままにし、基次郎は東京駅で中谷孝雄、淀野隆三、飯島正、北川冬彦に見送られた。これが基次郎の見た最後の東京だった。
ラジオ店をしていた弟・勇が徴兵検査で甲種合格して入営することが決まり、今後の一家の家計の心配があったが、相変わらず基次郎は贅沢を好んだ。実家でも昼は1人だけビフテキやカツレツなどの肉食を食べ、バターは小岩井農場のものにこだわった。12月、北川冬彦の要望で、「櫻の樹の下には」が詩の季刊誌『詩と詩論』に発表され、「器楽的幻覚」も同誌に再掲載された。

### 父の死――贅沢を反省
1929年（昭和4年）1月、馬込文士村での基次郎との一悶着に触れた尾崎士郎の「悲劇を探す男」が『中央公論』に掲載された。4日未明、59歳の父・宗太郎が心臓麻痺で急逝した。退職金が底をついたことを、前年の暮にヒサから聞いた宗太郎はがっかりし、正月からずっと酒を飲み続けていた。基次郎はこれまでの自分の贅沢（朝食にはパン、バターは小岩井農場製、紅茶はリプトンのグリーン缶、昼食は肉食やまぐろの刺身）による両親への経済的負担を反省し、〈道徳的な呵責〉を痛感した。
同月、中谷孝雄は徴兵猶予が切れて福知山歩兵第20連隊の入営が決まり、基次郎の弟・勇は広島電信隊第7中隊に入営した。ラジオ店の経営は兄・謙一が会社帰りに週に2、3回立ち寄って何とか賄った。この頃から、基次郎は近所の人々の実生活を意識的に見るようになった。
基次郎は新しい社会観の勉強に取り組みはじめ、マルクス『資本論』などの経済学の本を読み、3月、中之島公会堂で行われた河上肇の演説会「同志山本宣治の死の階級的意識」を聴き厳粛な気持になった。後輩で『青空』同人だった浅沼喜実は共産党員となっていたが、この頃に新潟県で逮捕された。4月、三高の後輩で『真昼』同人の土井逸雄の赤ん坊が亡くなり慰めた。
4月中旬、弟・勇が肺尖カタルとの診断により現役免除で帰宅した。基次郎はずいぶん心配したが、実は勇が一家の大黒柱であるという住吉警察署の請願書が認められての取り計らいであった。下旬には、『青空』同人の龍村謙（実家が西陣織）がゴブラン織研究のためにフランスに渡ることになり、神戸港まで見送りに行った基次郎は、「榛名丸」の甲板上で「行きたいなあ」と何度もつぶやき、「僕の代わり見て来てくれ」と泣いた。
7月、弟たちや近所の娘たち（永山家の姉妹の豊子と光子）と浜寺海岸に海水浴によく行った基次郎は、健康のために日焼けをし、帰省していた淀野隆三や武田麟太郎とも会った。8月に町名が住吉区王子町2丁目44番地に変更された。
この頃、基次郎は親しい川端夫人への手紙に、〈小さい町の人達がどんな風に結核にやられてゆくかをいくつも見聞いたしました〉と綴り、命を奪われてゆく貧しい人々のために「プロレタリア結核研究所」が必要だと熱い思いをめぐらした。9月、『新潮』の文藝月評で川端康成が基次郎の作品に触れた。
10月下旬、京都にやって来た宇野千代から連絡を受け、基次郎はすぐに会いに行った。千代の妹・かつ子も伴って京大病院の近藤直人を訪ねるが留守のため、四条通りを散歩し、後日また大阪で千代と2人で会った。
北川冬彦から詩集『戦争』（10月刊行）を送られ、基次郎はその評論を書き、堀辰雄、川端康成と横光利一が参加している雑誌『文學』11月号に発表した。11月、基次郎は体調が思わしくない中、除隊を控えた中谷孝雄のいる福知山歩兵第20連隊に面会に行って一泊するが、帰りの駅の階段で汽車の煤煙を吸い込み呼吸困難となり、数日間寝込んだ。
12月、東京から兵庫県芦屋市に転居した宇野千代が神戸に引っ越したため、基次郎はまた会いに行った。千代が初めて新聞小説を連載することを聞き、基次郎はその題名に「罌粟はなぜ紅い」と付けてやった。神戸に一泊して実家に戻った基次郎は、「のんきな患者」に取りかかり、眠れないほど執筆が進んだ。中旬、淀野隆三の家に清水芳夫と泊ったが、帰りのタクシーで呼吸困難となり、1週間ほど寝込んだ。

### 重くなる病状――生活への愛着
1930年（昭和5年）正月、肺炎で2週間寝込み、父の一周忌も参加できなかった。しかし蘆花全集の広告文に書かれていた「未だ世に知られざる作家がその焦燥と苦悶の中に書いたものほど人の心を動かすものはない」という一文をなにげなく読んて奮起した基次郎は、自分のことを言っているように思えて襟を正し、病床でゴーリキーの『アルタモノフの一家の事業』や、ヒルファーディングの『金融資本論』などを盛んに読み、前年暮にもレマルクの『西部戦線異状なし』を読了していた。
基次郎は、父が持っていた『安田善次郎伝』に触発され、客観的な社会的小説を書きたいと思うようになるが、それは流行のプロレタリア文学のようなものでも新感覚派でもなく、人々の生活の実態をとらえたものでなければならないという意気込みを見せ、〈「根の深いもの」が今の文壇には欠けている〉と中谷に書き送った。この時期、ディケンズ、メリメ、セルバンテスの『ドン・キホーテ』を何度も読んだ。
2月、貴司山治の『忍術武勇伝』に好感を持ち、後輩の武田麟太郎の『ある除夜』に刺激されて井原西鶴を読み始めた基次郎は、自分が〈小説の本領〉に近づきかけていると感じた。母・ヒサが肺炎になり、大阪赤十字病院に一時入院すると、基次郎はほぼ毎日病院に通い看病し、下旬から3月初旬に自分自身も発熱や呼吸困難で寝込んだ。3月中旬に母が再び腎臓炎で入院。姉を呼んで自分もタクシーで母の看護に通い、病院から「闇の絵巻」「のんきな患者」の構想を北川冬彦に手紙で知らせた。
4月下旬に母が無事退院し自宅療養となった。基次郎は痔疾に悩まされた。5月、草稿「猫」から「愛撫」を書き上げた。弟・勇が近所の馴染みの娘・永山豊子と結婚したため、基次郎は母と末弟・良吉と共に兵庫県川辺郡伊丹町堀越町26（現・伊丹市清水町2丁目）の兄・謙一の家に移住した。その後、母と良吉は大阪市住吉区の家に戻り、基次郎だけ伊丹町に残った。
6月、「愛撫」が北川冬彦と三好達治、淀野隆三らの同人誌『詩・現実』創刊号に発表された。この作品は友人間で評判が良く、川端康成も雑誌『作品』7月号の作品評欄で取り上げ、「気品」さを賞揚した。7月、発熱が続いたため大阪の実家に戻り、診察してもらうと胃炎になっていた。8月、宇野千代が尾崎士郎と正式離婚し、その後千代は東郷青児と再婚した。結婚通知の葉書を受け取った基次郎は、「しようもない奴と結婚しやがって」と吐き捨てるように言ったのを弟嫁・豊子が聞いた。
同8月に「闇の絵巻」を書き上げ、9月初めに伊丹の兄の家に戻った。「闇の絵巻」が『詩・現実』第2冊に掲載され、川端が『読売新聞』の文芸時評でその作品を取り上げ、その「澄んだ心境」を賞揚した。
9月下旬、兄一家が川辺郡稲野村大字千僧小字池ノ上（現・伊丹市千僧池西）に転居し、基次郎もその離れ家（8畳と6畳部屋）に落ちついた。そこは人里離れた土地で家賃も安く、エンジニアの兄の仕事の無線交信実験に適した場所であった。兄の子供らは基次郎になついて、ついつい離れ家に遊びに行った。その後、この家に母と末弟・良吉も同居するようになり、母は基次郎の面倒を見た。
10月、基次郎は後輩の淀野隆三に宛て、〈生活に対する愛着〉を説き、淀野の使用する観念的な言葉遣いを批判的に指摘した。また、辻野久憲が自然主義や私小説の行き詰まりを論じたことを〈紋切型〉だとして反対し、ルソーの『告白録』に連なる島崎藤村の懺悔の系譜、西欧のリアリズムの客観的手法、俳諧写生文の系譜などを考えずに〈一様に〉混同することに異議を唱え、〈自分の経験したことを表現する文学の正道〉を説いた。
11月、次号の『詩・現実』第3冊に発表する作品原稿が挫折した。この頃、草稿「琴を持つた乞食と舞踏人形」「海」が書かれたと推定されている。12月、『詩・現実』第3冊には「冬の日」が再掲載。見舞いに来た淀野隆三に、「交尾」（その一、その二）の原稿を見せて渡した。基次郎は淀野と近所を散歩中、「東京の横光はどうや？」と質問し、勢いのあった横光利一をライバル視していた。
12月下旬、母が阿倍野の小間物屋（勇の嫁・豊子に任せていた）を手伝うために帰ったため、基次郎は寒い冬を万年床で過ごした。この頃に草稿「温泉」が書かれたと推定されている。野菜や肉など食事は十分に摂り、友人らが手土産に持ってくるいたチーズやバターも食べていた基次郎だったが、身体は随分やせてきていた。北野中学時代からの友人や、元『青空』同人らは、みな社会人となり妻帯していた。結核持ちの基次郎だけが取り残された。

### 仲間らの奔走――創作集刊行
1931年（昭和6年）1月、「交尾」が、小野松二の主宰雑誌『作品』に発表された。井伏鱒二はこの作品を、「神わざの小説」と驚嘆して賞揚した。以前揉めた尾崎士郎からも好評の葉書が来て、基次郎は嬉しさを感じ〈必生〔ママ〕の作品を書き、地球へ痕を残すつもりです〉と返信した。
しかし流感で発熱が続いて寝込む日々が続いた。月末に見舞いに来た三好達治は、痩せて頬のこけた基次郎の衰弱ぶりに驚き、生きているうちに友の創作集の出版を淀野隆三と相談し2人で奔走した。淀野は『詩・現実』の版元の古書店・武蔵野書院から出版できることを基次郎に知らせた。基次郎は、2人が版元に渡すため原稿用紙に写す作業をすることを心苦しく思い、〈僕の本のことで　いい時間を使ふことをやめてほしい〉と気づかうが、友の好意を〈涙が出ます〉とありがたく受け取った。
2月中旬にやっと熱は下がるが、基次郎は床に伏したままであった。淀野からの問い合わせに基次郎は答え、作品集のタイトルを『檸檬』に決めて構成などの方針を、母の代筆で書き送った。3月、『作品』の作品評で井伏鱒二が「交尾」を取り上げ、「水際たつてゐる」と高評した。この頃基次郎は、大便を便所に立って行けるようになり、ようやく寝床で起きて食事ができるようになったが、春過ぎまで寝たり起きたりの日々が続き、枕元のラジオをよく聴いていた。
4月、作品集の校正刷りが出来上った時、基次郎は「橡の花」を〈レベル以下〉として削除するように頼んで、淀野らに労を詫びた。川端康成が『読売新聞』に「芸術派・明日の作家――芸術派雑誌同人批評」で基次郎の名前を挙げた。5月、小野松二も『作品』の文芸時評で基次郎の作品に触れた。基次郎は健康になるため、近所の人が殺したというマムシを母に拾ってきてもらい食べた。
5月15日、初の創作集『檸檬』が刊行された。基次郎は18日に届いた本を一日眺め暮し、〈「これからだ」と自分を励まし〉ながらも病気のことを考えて〈絶句〉した。淀野らは『檸檬』を作家らに寄贈した。下旬に、『中央公論』編集部の田中西二郎から作品を見たいと手紙が来た。これは新人作家の八重樫昊が基次郎を推薦したためで、その話を同誌4月号に「北方」が推薦された北川冬彦から伝え聞いた基次郎は文壇の総合文芸誌にデビューできる嬉しさを味わった。
6月、創作集『檸檬』の反響が表われ、『詩・現実』第5号に丸山薫が「『檸檬』に就いて」を載せ、井上良雄も『詩と散文』で激賞した。中旬に紀州の親類（兄嫁の実家）が湯崎で捕まえ送ってくれたマムシの生き肝を飲むが、2、3日後に浮腫となり腎臓炎と診断された。
7月、『新文學研究』第3集で伊藤整が「三つの著書」として百田宗治の『パイプの中の家族』、横光利一の『機械』と共に『檸檬』を好評した。中旬に届いた淀野隆三・佐藤正彰訳のプルースト『失ひし時を索めて』の第1巻『スワン家の方』を基次郎は読み、プルーストを〈狭い世界の大物〉と賞讃した。基次郎は井上良雄の書評を喜んだことを北川冬彦に書き送り、〈僕の観照の仕方に「対象の中へ自己を再生さす」といふ言葉を与へてくれただけでも、僕は非常に有難いことだつた〉と告げた。
8月、創作集の印税75円を受け取った。基次郎は家族からせっつかれ、なかなか入らなかった印税を版元に催促するよう淀野に頼んでいた自分を恥ずかしく感じた。生活費に困り印税をあてにして母は蚊帳を買って布団も作りたいと言い、末弟も参考書をほしがっていた。9月、雑誌『作品』にプルーストの『スワン家の方』の書評「『親近』と『拒絶』」を発表した。基次郎は、〈回想といふもののとる最も自然な形態にはちがひない〉と評価しつつ、プルーストの〈回想の甘美〉を拒否し、自分の〈素朴な経験の世界〉へ就こうとする姿勢を示した。
その頃、家の中では兄嫁・あき江が、子供らが基次郎になついて離れにしばしば遊びに行くことを嫌がり姑のヒサと時々衝突することがあった。そして9月下旬、ヒサの留守中、「そばに寄ったら病気が移る」と子供に注意した一言を聞いて怒った基次郎と揉め、兄嫁は子供2人を連れて実家へ帰ってしまう事件があった。10月、弟・勇が基次郎を引き取りに来て、母と共に大阪市住吉区の実家に戻った。
基次郎は浜寺や畿内に療養地がないかと考えたが、すぐ近くの住吉区王子町2丁目13番地（現・阿倍野区王子町2丁目17番29号）に空き家があったため、そこに移住した。ボロ家で狭かったが、実家から2分ほどで、食事の面倒も母に見てもらえた。一応は独立した家に「梶井基次郎」と自筆の表札を掲げ1人で住むことに基次郎は感慨を覚えた。千僧からの引っ越し荷物の中に、『中央公論』からの12月号への正式原稿依頼があったのを見つけ、間に合わないために新年号に延期してもらった。

### 本格小説家への夢――途絶
11月下旬、病状が重い中、「のんきな患者」の執筆に懸命に取り組んだ基次郎だが、思うようにならず、12月2日に、冒頭から書き直して9日夕方に完成させ、母の校正で10日の深夜2時にやっと清書が出来た。弟・勇はそれを持ってオートバイで大阪中央郵便局まで飛ばし、航空便で東京の中央公論社に送った。中旬、執筆や転居の無理がたたり、基次郎はカンフル注射や酸素吸入で看護される病床生活になった。
ひと足先に20日に新年号が基次郎の元に届き、24日に原稿料230円が送金されてきた。これが基次郎の初めて手にした「原稿料」であった。基次郎は母に金時計を買ってやると言ったが、「そんなピカピカしたものはいらん」と母は遠慮した。歳末には母と大阪の丸善に出かけて、その原稿料で弟の嫁の3姉妹（豊子・光子・雅子）にショール、自分にはオノトの万年筆を買った。この月、基次郎は『作品』からの依頼原稿のため、草稿「温泉」に取りかかっていた。
1932年（昭和7年）1月、「のんきな患者」が『中央公論』新年号に発表された。この作品は、正宗白鳥が『東京朝日新聞』で褒め、直木三十五が『読売新聞』の文芸時評で取上げ「シャッポをぬいだ」と評して好調であった。しかし7日、体調のすぐれない基次郎は『作品』編集部に宛て、約束が果たせないかもしれないと書いた。中旬、母は基次郎と一緒に落ちついて暮らせる家を住之江区の北島や姫松、田辺方面に探した。絶対安静の床で基次郎は、「のんきな患者」の続篇を考えていた。
2月、小林秀雄が『中央公論』で「檸檬」をはじめとした基次郎の作品を賞讃した。しかし基次郎は嬉しいながらも、小林が「のんきな患者」を論じていなかったことが少し心残りであった。病床で森鷗外の史伝・歴史文学に親しんでいた基次郎だが、次々と友人らが見舞いに来ても、胸の苦しみであまりしゃべれず、次第に本を読むこともできなくなってきた。下旬に往診に医師から心臓嚢炎と診断されて胸を氷で冷やした。
3月3日、一時気分がよくなり頭を洗ったり、髭を剃ったりするが、母は往診の医師の家に行き、今度浮腫が出たらもう永くは持たないと警告され、絶望しながらも覚悟を決めた。滋養のあるバターや刺身や肉類に飽きた基次郎のため、母は旬の野菜や西瓜の奈良漬など欲しがるものを食べさせたが、この頃から基次郎は噛むことも辛くなり流動食になった。
次第に様態悪化し、12日から13日、基次郎は狂人のように肺結核に苦しみ、酸素ボンベ吸入をしてやっと眠った。17日の午後2時頃起きると顔が2倍になるほど浮腫がひどく出て、手も腫れていた。基次郎は手鏡で確かめたがったが、見ない方がいいと言う母に素直に従った。食欲もなくなり、この日で基次郎の日記が途絶えた。
この頃から兄や姉を家に呼んでほしいと寂しさを訴え、19日には、別宅にいる弟・勇と良吉を枕元に呼んで手を握らせた。20日には京都帝大工学部の入学発表から帰った良吉の勇ましい下駄の音で、「良ちゃん、試験はよかったな」と呟き、声を上げて泣く弟を笑顔で祝福した。21日には、ひどい浮腫の手当をする医者に「もうだめでしょう」と何度も訊ね、22日は朝から激しい苦痛で、夜半に母が呼んだ派遣看護婦の荒い応対が気に入らず、「帰して仕舞へ」と言い張った。
23日、基次郎は朝から苦しみ、姉に会いたがり、肝臓の痛みを訴えた。医者の投薬と注射でうつらうつらの状態の夜、基次郎は頓服を要求し、勇がやっとのことで求めてきた薬を飲んだ。酸素吸入も効かずに激しく苦しむ基次郎に母は、「まだ悟りと言ふものが残つてゐる。若し幸いして悟れたら其の苦痛は無くなるだらう」と諭した。
基次郎は死を覚悟し、「悟りました。私も男です。死ぬなら立派に死にます」と合掌し、弟に無理を言ったことを詫びて目を閉じた。その頬にひとすじの涙をつたうのを勇の嫁・豊子は見ていた。夕刻前に基次郎は意識不明となり、家族が見守る中、24日の深夜2時に永眠した。31歳没。奈良県高市郡飛鳥村（現・明日香村）の唯称寺の僧職・順誠になっていた異母弟・網干順三が駆けつけ、通夜で読経した。
遺言により棺は茶の葉が詰められ、上部は草花で飾られた。戒名は「泰山院基道居士」。25日の午後2時から王子町2丁目13番地の自宅で告別式が行われ、15時に出棺した。阿倍野葬儀場の荼毘に付された遺骨は、南区中寺町（現・中央区中寺）常国寺2丁目にある菩提寺の日蓮宗常国寺の梶井家代々の墓に納められた。

## 評価
梶井基次郎の作家生活は実質7年ほどで、そのほとんどが同人時代であまり注目されず、死の前年から認められ出したものの、その真価が本格的に高まり、独特な地位を得たのは死後のことであった。梶井が生存していた時代の文学の潮流は、新現実主義、新感覚派、新興芸術派の一群と、プロレタリア文学であったが、今や梶井の特異な文学はそれらよりも抜きん出て現存しており、「不朽の古典」となっている。
平田次三郎は、梶井の作品は「病める生の表現」であるが、そこに現れているものは、「清澄な生の息吹き」だとし、以下のように評している。
梶井の短編作品群を「およそ類例がない」とし、模倣しようにも我々にはできない独特なものだと位置づける阿部昭は、梶井の「底抜けに子供らしい探究心や、苦もまた楽なりと言いたげな行文の克己の表情」などから、「理科系の青年の資質」がやはり感じられ、「それは言葉の最も純粋な意味で健康ということかもしれない」とし、その「健康」が、「サナトリウム臭い風景」や、病弱な「詩人めかした趣味」と梶井が無縁であった理由だと考察している。淀野隆三も、梶井の作風を「頽廃を描いて清澄、衰弱を描いて健康、焦燥を描いて自若、まことに闊達にして重厚」と評している。
鈴木貞美は、梶井の歩みは死によって途絶えてしまったが、「自らの作品を借りものの意匠で飾らず、自分の内からたち起こってくる表現への欲求にあくまで忠実であろうとし、そうすることではじめて現代の不幸な魂の実相に清冽な表現を与えることの出来た作家」だと位置づけ、諸作品に見られる作品傾向を以下のように解説している。
井上良雄は、梶井の描写感覚や心理構造を「稀有」と評し、その特性を、「見ること――己れを放棄して対象の中に再生すること」と表現して、「自我と世界との分離」という「近代知性の苦悶と敗北」を乗り超える地平を見出している。
横光利一は、梶井について、「静といふものをこれほど見極めて描いた作家は、まだ日本に一人もゐなかった」と賞讃し、「梶井氏の文学は、日本文学から世界文学にかかつてゐる僅かの橋のうちのその一つで、それも腐り落ちる憂ひのない勁力のもの」、「真に逞しい文学だ」と評している。
三島由紀夫は、現代史において小説を純粋な自由意志の産物にするための論考の中で、日本人だけにゆるされた現代小説の一方法に、私小説的方法があるとしつつ、「これにはさまざまな困難な条件があつて、それは私小説が身辺雑記にとどまることなく、小説ジャンル全体の現代の運命を負うて、無限に“詩”へ近づくことでなければならない」と考察しながら、以下のように梶井の小説が秘めていた可能性を高く評価している。

## 人物像・エピソード

### 容貌
梶井基次郎の外見はがっしりした頑丈な体格で顔つきも無骨そうであるが、笑うと目が糸のようになり柔和なイメージになるという。基次郎は自身の顔のまずさを諦めていた。
三高時代に2度落第し、「三高の主」「古狸」と言われていた頃は、破れた学帽に汚れた肩掛けのズックカバン姿で、頭髪にも無頓着だったため、友人らが金を出し合って散髪に行かせたりしていたが、ポケットから鞣皮の袋に入ったドラハムの粉（煙草）を取り出し、パイプでパクパクといい音をさせて吸ったり、巻いて吸ったりと、やることがお洒落だったという。
湯ヶ島滞在から東京に戻った頃は、深みのある顔に変化していたのが、ありありとわかるほどだったという。

### 感覚の鋭さ
基次郎は非常に五感が鋭く、闇夜で一丁離れた花の匂いも判別できるほどの嗅覚であった。耳もよく、別部屋の話し声や、手紙や号外が入った音、外から戻ってくる弟の下駄の音で、その感情も解ったという。味覚も鋭く、平林英子の作った汁物にほんのちょっとだけ砂糖が入っているのも判った。
音楽好きで楽譜も読めた基次郎には、様々な生活音も音楽に聞こえた。
クラシックやオペラが好きで、バッハやヘンデルなどの譜面を所蔵し、宝塚歌劇団にも通っていた。来日したエルマン、ハイフェッツ、ジンバリスト、ゴドフスキーなどの演奏会は、ほぼ全部聴きに行っていた。
演奏会を聴きに行くときにはいつも譜面を携えていた。曲の演奏が終わると同時に、実に巧みなタイミングで先導的に拍手を送る基次郎に、一般客は驚いて感心している様子だったという。客は基次郎の拍手の音で、初めて曲が終わったことを知り、あわてて拍手をした。
自身も歌うことが好きであった基次郎は、三高時代の寮でよく寮歌を歌った。廊下を歩きながら腹から出た野太い声で朗々と怒鳴って、三条大橋や四条大橋などの大きな橋を渡る時も、大きな声で歌いながら闊歩していたという。ベートーヴェンの交響曲なども譜面を見てよく歌っていた。
ミンミンゼミの鳴き真似も巧く、鳴き声の抑揚が真に迫っていた時はまるで本当のミンミンゼミになっているようだったという。法師蝉の鳴き方の微妙な違いを聞き分け、蝉が〈文法のけいこ〉をやっていると基次郎は表現している。

### 好み
リプトンの紅茶を飲むのが習慣であったが、喫茶店で友人と飲む物も、レモンティーやレモンを浮かべたプレーン・ソーダを非常に好んでいた。レモンは日頃から持っていて、中谷孝雄にも「それ食ったらあかんぜ」と手垢にまみれたレモンをあげることもあった。
レモン以外の果物を眺めるのも好きであった基次郎は、湯ヶ島では川端夫人から貰った林檎を夜通し磨いてピカピカにして床の間に飾っていた。その林檎を見つけた三好達治がかじると、基次郎はいきなり無言のまま三好の頭をなぐった。
食べ物も当時としては贅沢な洋食を好むグルメであった。銀座でフランスパンを買い、「カフェー・ライオン」にビフテキを食べに行っていた。実家で静養中も東京暮しの時のように、昼からカツレツなどの肉食、刺身を食べた。食品のブランドにもこだわり、バターは小岩井農場、紅茶はリプトンのグリーン缶と決まっていた。お茶も、淀野隆三から贈られた高価な玉露をどっさりと惜しみなく急須に入れて飲んだ。
日用品にもこだわりを持ち、丸善や鳩居堂で買った文房具やフランス製の高級石鹸、ウビガンのポマード、古道具屋で見つけた水差し、サモワール、コーヒー挽き、オランダ皿、ブライヤーのパイプなどの西洋雑貨を買って楽しんでいた。

### 病気への抵抗
基次郎は長く結核を患い、医師からも養生を警告されていながらも、行動は健康な青年と変わらずに振舞い、他人にそれほど重病だとは思わせないようにしていた。湯ヶ島滞在中も、広津和郎の小学生の子供と一緒に裸で2時間も川に浸かって釣りをしていた（その時期、高熱があったことが後に判明）。
またある日、生汗を滲ませ青白い顔をしていたため、同行していた蔵原伸二郎が無理をしないように助言した時も、「いや無理をしてゐるんではないんですが、寝てゐたつて同じなんです」と基次郎は言ったという。自身が病気なのに、飯島正の病気見舞いに人力車で駆けつけたこともあり、逆に飯島から「養生第一にしろ」と怒られると、素直に何度もうなずいて、苦しそうな息をこらえながら目を細めてニコニコしていたという。
基次郎は、友人が自分の結核が感染することを怖れていることが判るとひどく傷ついた。淀野隆三の下宿に行くと、毎回店屋物が出されるので、自分の結核のためだと気にした。友人らはそれを基次郎の我儘だと感じたが、基次郎にとっては自分にそれを気づかされるようにしてほしくはなかった。
湯ヶ島滞在時に、何人かが集まり西瓜を全員で食べることになった時も、基次郎はそれを半分に割り、自分が使ったスプーンを突っ込んで掬って食べ始めたため、誰も西瓜に手を出せなくなり一座の空気が一瞬凍りついた。しかし基次郎はそれに気づいていながらも、素知らぬ顔でがむしゃらに食べ続けたために、逆に皆の気まずさが救われた。広津和郎は、そんな基次郎に「強靭さ」に感銘し、「これはえらいぞ」と感じたという。
誰かの下宿に、同人らが集合してコーヒーを入れた時に茶碗が足りないと、基次郎は自分が飲んだ茶碗を簡単に拭いただけで、差し出したりした。それは基次郎が無神経でやっているのではなく、病気に抵抗しているんだと忽那吉之助は感じたという。その一方、基次郎の部屋で5日間過ごした北神正が、一つしかない基次郎の茶碗で平気でコーヒーを飲んでいると、「おいお前、そないしたらあかんで」と落ち着いて言い、年下の者には特に優しかった。
しかし、中谷孝雄や三好達治らとは鍋を一緒に囲んだりもしている。中谷孝雄は 後に「俺は結核のことを、よく知らなかったんだよ。若かったね」と回想している。
下宿の隣部屋に三好達治が同居していた時、ある晩基次郎は「葡萄酒を見せてやらうか…美しいだらう…」と三好を呼び、ガラスのコップを電灯にかざし透かして見せた。その美しい鮮明な赤い液体が、基次郎が直前に喀血した血だと言われるまで、三好は気づかなかった。それは茶目っ気混じりの基次郎のブラックユーモアであったが、病気への抵抗と美意識が感じられたという。
そんな強気の基次郎であったが、身体がだいぶ弱ってきて稲野村の千僧にいる頃には、見舞いに来た丸山薫を門で見送る時に、「たとへライオンが追駆けて来たつて、もう僕は二た足と走れないのだ」という悲しげな諧謔を言っていた。
ちなみに、三好達治は基次郎の亡くなる少し前（1931年10月末）に彼の家に泊まったが（その時の帰りのバスで立つのもやっとな基次郎が外まで見送りに来たが、それが三好の見た最後の基次郎であった）、その時に罹患したのか三好はその後に結核になってしまう。病院に入院した三好は、見舞いに来た友人に吐いた血をグラスに入れ「葡萄酒を見せてやらうか…美しいだらう…」といつかの基次郎の真似をして見せた。三好は幸い助かるが基次郎は亡くなってしまった。それについて三好は、基次郎から病気をもらったのだと弟子の石原八束に語っている。
結核のために所帯を持つことを諦めていた基次郎だったが、亡くなる約4か月には、見舞いに来た姉・冨士に、「実はなあ、僕、このごろ結婚しようかと考える時もあるねん」と、誰も当てがないにもかかわらず話したという。「だれもおらんけど、結婚するんやったら看護婦さんとやな」「これ以上、母さんに苦労かけとうないさかいな」という言葉に、冨士が思わず胸をつかれて黙ると、基次郎はあわてて笑い声を立てて冗談めかした。

### 人柄
基次郎は『青空』の同人のまとめ役的な存在で、同人間で仲たがい（中谷孝雄と淀野隆三）があると、2人に手紙を出し、仲良くするように仲裁することにも熱心であった。また、一度知り合い懇意になった人物とは永久的に交友しようとする傾向があったという。
友人想いで、自身が同人となった『文藝都市』に中谷孝雄と淀野隆三を入れることに尽力し、蔵原伸二郎らの同人雑誌『雄鶏』にも、中谷孝雄を入れてほしいと依頼していたこともあった。そして、それに応じた蔵原への謝礼の別の手紙には、自分が頼んでいたことに一切触れずに、蔵原の厚意や力だけを感謝するという繊細な心配りの姿勢があった。
子供にも好かれ、湯ヶ島温泉「湯川屋」の主人の子・安藤公夫（当時小学校3年）がよく基次郎になついていた。夕方や日曜日に公夫を見かけると、「公ちゃんおいで」と自分の部屋に招き、紅茶や駿河屋の羊羹をご馳走し、共同風呂にもよく一緒に行った。公夫の友だち4人も基次郎の部屋に遊びに来ると、夜汽車のトンネルで窓ガラスをひっかく老婆の幽霊の怪談話など、様々な面白い話をしたという。
女性にも紳士で、北川冬彦の妻の仲町貞子が、用事で電話をかけに行かなければならなくなり、その場所が分らず、夫に同行を頼むが北川がぐずぐずしていると、たまたま遊びに来ていて高熱で横になっていた基次郎がすっと立ち上がり、遠慮する貞子を制止し、その電話の場所まで連れていってあれこれ全てやってくれたという。また、貞子が夫に命じられ、自分の着物類を持って質屋に行く時にも、初めてのことで戸惑い恥かしい思いの貞子の気持を察し、代わりに質屋に入ってくれたという。

## 檸檬忌・文学碑

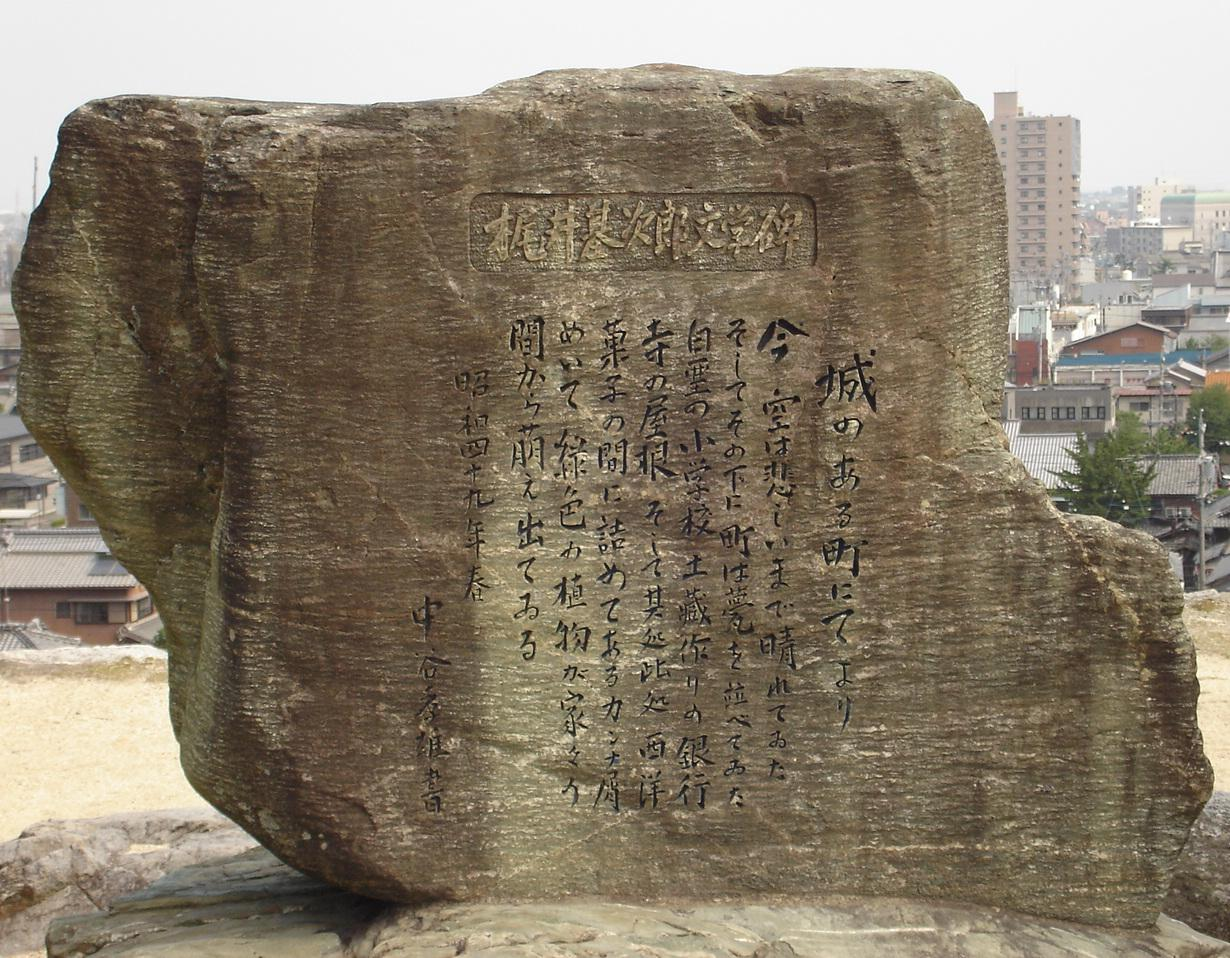
松阪城址の文学碑
書は中谷孝雄

- 命日の3月24日は、代表作である『檸檬』から、「檸檬忌」（れもんき）と呼ばれる[9]。1971年（昭和46年）11月に静岡県伊豆市の湯ヶ島温泉の旅館「湯川屋」に文学碑が建立されたのを機に、「湯川屋」主人・安藤公夫（故人）が始めたとされる[268]。2000年（平成12年）を最後にイベント的には一旦途絶えていたが、地元の住人たちの間で機運が高まり、2016年（平成28年）7月に「新生檸檬忌」として復活した[268]。会合は必ずしも命日に行っているわけではない模様である[268]。2017年（平成29年）5月現在は故・安藤公夫の孫の神田航平が実行委員会を主催している[268]。
- 基次郎の墓は、大阪市南区中寺町（現・中央区中寺）常国寺2丁目の常国寺にある[110][269]。墓文字は中谷孝雄の書。墓の横には、北神正が建てた梶井基次郎碑がある[8]。
- 静岡県伊豆市の湯ヶ島温泉の旅館「湯川屋」近くに文学碑がある[270]。1971年（昭和46年）11月3日に建立（当時・田方郡天城湯ケ島町）。除幕式では、兄・謙一の孫娘の少女が除幕の綱を引いた[42]。西瀬英行制作の碑には、川端康成に宛てた基次郎筆跡の以下の手紙の文面が刻まれている[42][145]。脇には「梶井基次郎文学碑」という川端康成の書の副碑や、基次郎の臍の緒を収めた壺が埋められた「檸檬塚」もある[145][271]。碑石は「能勢石」という伊丹市の能勢妙見峡谷の猪名川水源の砂に埋もれていた自然石である[42]。

- 三重県松阪市の松阪城址に『城のある町にて』の文学碑がある[273]。1974年（昭和49年）8月に建立[8]。
- 三重県北牟婁郡海山町（現・紀北町）の上里小学校（姉・冨士が教鞭をとっていた学校）の校庭内に文学碑がある。1978年（昭和53年）5月14日に建立[274]。『城のある町にて』の作中で北牟婁郡に言及する〈其処は山のなかの寒村で、…〉の一節が新仮名遣いで刻まれている[274][275]。
- 大阪市西区の靱公園内に文学碑がある[110][276]。1981年（昭和56年）6月に建立[110]。碑には『檸檬』の一節が刻まれている[8]。
- 兵庫県伊丹市千僧3丁目の西善寺公園に文学碑がある。1986年（昭和61年）5月21日に建立[8][277]。

## 家族・親族
各参考文献の家系図、年譜、経歴内の情報に拠る。
父・梶井宗太郎
1870年（明治3年）2月20日生 - 1929年（昭和4年）1月4日没
刀屋の大和屋伊助とスヱの長男として誕生。伊助の父は源兵衛、祖父は伊兵衛（1823年7月2日没）で、大坂南久太郎町1丁目（現・大阪市中央区久太郎町）で刀剣商を営み「大和屋」を名乗っていた。「梶井」という姓については、大和国（奈良県）吉野郡吉野町で明治以前から「梶井」と名乗る大百姓の一族があったとされる。
1884年（明治17年）2月、宗太郎が数え年15歳の時、伊助が集金に出かけた帰りの須磨の鵯越えの下で盗賊に遭い、斬られた怪我が元で死去。宗太郎は、安田善次郎の経営する第三銀行大阪支店に丁稚に出る。
大阪市北区相生町（現・都島区片町）に移住した宗太郎は、1892年（明治25年）3月9日に松田イヱと入籍。同月に長女・コウを儲けるが、翌年に離婚。娘・コウは宗太郎の母・スヱが育てる。1894年（明治27年）から安田善次郎が創業した安田運搬所に移る。
1895年（明治28年）12月26日に同姓の梶井ヒサと結婚。養子婿となり大阪市北区相生町162番屋敷第6号に同居。1896年（明治29年）12月28日、ヒサとの間に長女・冨士が誕生。その3か月前の9月17日には、よその女との間に非嫡子の與が誕生。この子供は5歳で早世。
1897年（明治30年）9月、安田運搬所の西隣りの大阪市西区土佐堀通5丁目34番地屋敷（現・土佐堀3丁目3番地）に転居。1899年（明治32年）にヒサの養母・ナカが死去し、1900年（明治33年）に母・スヱを引き取る。
ヒサとの間には一女の冨士の他、五男を儲け、妾の芸者・磯村ふくと間に順三を儲ける。その後、転勤に伴い、一家で東京市芝区二本榎や三重県志摩郡鳥羽町に移住。大阪市に戻って勤めの傍ら、自宅で開業した玉突き屋を開業。女性従業員・豊田に手をつけ、産れた八重子を梶井家に引き取る。
真面目に働きつつも酒色を好んで、妻子を苦労させるが子供思いであった。晩年は、退職金が底をついたことを知り、がっかりして正月飲酒を続け心臓麻痺で急逝。59歳没。
母・ヒサ
1870年（明治3年）10月25日 – 1948年（昭和23年）没
大阪市東区北浜2丁目（現・中央区）の辻四郎右衛門の二女として誕生。家は裕福な商家だったが、母を早くに亡くし、家も倒産。そのため、北区網島町の刀屋の梶井秀吉とナカの夫婦の元へ1875年（明治8年）2月に養女に出される。実兄・貞治郎がいる。
1889年（明治22年）に養家が相生町122番地屋敷に転居後、町内を3度移転し、162番屋敷第6号に居住。家の店番をしながら、火鉢の灰に火箸で字を書いて学習。新聞記者を夢みて女学校進学を希望するが、養家の経済状況から叶わず。
高等小学校を卒業後、1890年（明治23年）4月、市立大阪高等女学校（のち府立大手前高等女学校。現・大阪府立大手前高等学校）の附属保母養成所に入学。藤沢南岳に漢文、坂正臣に和歌を習う。同年10月に修了し、市内の幼稚園の保母となる。
1895年（明治28年）12月26日に同姓の梶井宗太郎と結婚。1901年（明治34年）5月、大阪市西区江戸堀南通2丁目（現・江戸堀）の東江尋常小学校内にあった東江幼稚園に転勤。1907年（明治40年）に退職。一女五男を儲ける。78歳没。
祖父・秀吉
天保14年（1843年）6月24日 - 1913年（大正2年）2月1日
ヒサの養父。
大阪市北区北森町の都築大吉の四男として誕生。1973年（明治6年）10月に、梶井ナカと結婚し入婿となる。梶井ナカ（1842年12月25日-1899年）の祖父・大和屋治兵衛（1854年7月没）は刀屋で、明治に梶井姓を名乗った。
1875年（明治8年）2月に、辻四郎右衛門の二女・ヒサを養女にもらう。
大阪天王寺の庚申堂で死去。69歳没。ヒサに1,000円を残す。
祖母・スヱ
嘉永元年（1848年）12月25日 - 1913年（大正2年）6月5日没
宗太郎の実母。
京都府下京区七組大黒町（現・京都市下京区黒門通仏光寺下ル今大黒町）の大津新八郎の五女として誕生。親類に中村という家あり、京都府上京区二条川東大文字町160番（現・左京区二条川端東入ル上ル）の剣道具を作っていた中村金七の長屋に、孫の基次郎が下宿したことがある。
息子・宗太郎と前妻との間の子・コウを育てる。宗太郎が梶井ヒサと再婚し婿入り後、コウを伊兵衛の家の相続人にするがコウが早世したため、スヱが戸主となる。1900年（明治33年）に宗太郎の一家と同居。保母をしていたヒサの代わりに幼い孫らの面倒をみる。老人性の肺結核で死去。64歳没。この結核が孫たちに感染することになった。
姉・冨士
1896年（明治29年）12月28日 – 1960年（昭和35年）没
宗太郎とヒサの長女。
1910年（明治43年）1月、東京市芝区高輪町（現・港区高輪の飯田家政女学校付属高等小学校へ転入。1911年（明治44年）5月、三重県志摩郡鳥羽町（現・鳥羽市）の鳥羽尋常高等小学校高等科2年に転入。
1912年（明治45年）4月、三重県鈴鹿郡亀山町（現・亀山市）の三重県女子師範学校へ進学。1916年（大正5年）4月、三重県北牟婁郡長島町の長島小学校の教員となる。体育の研修会で、三野瀬村三浦小学校の教員・宮田汎と知り合う。
1917年（大正6年）8月24日、宮田汎と結婚。汎は三重県一志郡八ツ山村大字山田野（現・津市白山町山田野）の出身。宮田家は「紀友雄」の末流で代々、八ツ山村の庄屋だったが、4、5代目で没落。
1918年（大正7年）に長女・寿子が誕生。1920年（大正9年）8月、基次郎を転地療養に自宅へ呼ぶ。この頃、冨士は上里小学校に勤務。冨士は受け持ちの生徒に「こんな弟があるのじゃ」と基次郎の写真を見せていたため、川にいる基次郎が宮田先生の弟だとすぐに判った。
1924年（大正13年）に三重県飯南郡松阪町殿町1360番地（現・松阪市殿町）に転居。この年の4月、宮田汎は松阪商業高校の体育教師となり、冨士は花岡小学校に転職（その後、松阪第二小学校、第一小学校に転職）。異母妹・八重子の死の後の8月、養生を兼ねて基次郎が滞在した。1925年（大正14年）8月に長男・尚を儲ける。尚が第一小学校に入学した年に、冨士は同校の教職を辞める。64歳没。
宮田汎の妹・房子は三重県女子師範学校に入学し寄宿舎に入る。基次郎が淡い恋心を抱いた房子は、基次郎の小説『城のある町にて』の信子のモデル。房子は、三重県立宇治山田中学校卒の奥田清生と結婚して北海道、樺太に移住。戦時中の1944年（昭和19年）に山田野に1人帰還。戦火に遭った夫も1947年（昭和22年）に引き揚げた。
兄・謙一
1899年（明治32年）1月20日 – 1985年（昭和60年）
宗太郎とヒサの長男。
1910年（明治43年）1月、私立頌栄尋常小学校5年に転入。1911年（明治44年）5月、三重県立第四中学校（現・三重県立宇治山田高等学校）に入学。宇治山田市（現・伊勢市）の寄宿舎に入り、その後、宇治山田市一志町（現・伊勢市一志町）の茶人・杉木普斎宅に下宿。1914年（大正3年）4月、大阪府立北野中学校（現・大阪府立北野高等学校）に転入。
1916年（大正5年）4月、大阪高等工業学校（現・大阪大学工学部）電気科に入学。1917年（大正6年）から翌年にかけ、結核性リンパ腺炎を患い、手術を重ねる。大阪高等工業学校卒業後、1919年（大正8年）住友電線製造所（現・住友電気工業）に入社。
1922年（大正11年）12月、高田あき江と結婚。大阪市西区西島の北港住宅（のち此花区西島町北港住宅163番地の1）に居住。ツェッペリンが日本へ来た時に一番初めにその無電を傍受した。1924年（大正13年）に長男・誠、1927年（昭和2年）に次男・功が誕生。
1930年（昭和5年）3月18日、三男・清が誕生。同年に兵庫県川辺郡伊丹町堀越町26（現・伊丹市清水町2丁目）に居住。9月28日、川辺郡稲野村大字千僧小字池ノ上（現・伊丹市千僧池西）に転居。離れ家に基次郎が住む。1931年（昭和6年）1月2日、当時最新の外国製カメラで基次郎の写真を庭先で撮影する。9月、子供への結核感染を怖れたあき江が基次郎と険悪となり、子供を連れて実家に帰る騒ぎがある。
日本アマチュア無線連盟（JARL）の全国理事長になり、1959年（昭和34年）から1968年（昭和43年）まで会長を務めた。86歳没。
異母弟・順三
1901年（明治34年）9月28日生 - 1963年（昭和38年）没
宗太郎と磯村ふくの長男。
実母・磯村ふくは播州の兵庫県姫路市網干の出身の芸者で、宴席で宗太郎と知り合った。ふくはおとなしい女性であった。順三は、宗太郎にとっては「三男」にあたるために、順三と名付けられた。
1911年（明治44年）にふくが腎臓病で死去。養祖母・きくと共に梶井家と同居し、鳥羽尋常高等小学校4年に転入。きくは元置屋の女将で皮肉屋だったため、謙一とそりが合わなかった。
1916年（大正5年）3月、高等小学校を終えて北浜の株屋に奉公に出るが、同年に梶井家に戻る。宗太郎が1921年（大正10年）9月に玉突き屋を2軒増やした際に、東区内本町橋詰町の生国魂神社の御旅所境内に開店した店を任されるが、半年ほどで閉店した。その後、順三は天王寺区大道3丁目で乾物屋を営むが失敗。
1924年（大正13年）9月、奈良県磯城郡桜井町（現・桜井市）の浄土宗大願寺へ徒弟として入る。その後、宇陀に住むマサヱと結婚。その際、「梶井」姓にしたいと梶井家の家族に頼むが、姉・冨士の大反対で叶わず。1927年（昭和2年）9月29日に長男・善教が誕生。
1930年（昭和5年）6月1日、奈良県高市郡飛鳥村（現・明日香村）の唯称寺の住職・純誠となる。基次郎の通夜で読経。妾の子という身もあり、冨士や謙一とは距離感があった順三だが、基次郎には親しみを持ち、「やさしい人だった」と語っている。62歳没。
弟・芳雄
1906年（明治39年）1月17日生 - 1915年（大正4年）8月20日没
宗太郎とヒサの三男。
身体が弱く、寒い東京に引っ越しした頃は霜焼けに悩まされ、泣いてばかりいた。1914年（大正3年）頃にはすでに脊椎カリエスを発病し、翌年に9歳で早世。
弟・勇
1908年（明治41年）1月21日生 - 1977年（昭和52年）没
宗太郎とヒサの四男。
1920年（大正9年）、靭尋常小学校を卒業し、4月に中之島の大阪市立実業学校（現・大阪市立淀商業高等学校）機械科に入学。1922年（大正11年）4月、日独電気自転車商会に就職。この会社はドイツから軽自動車を輸入していた。1925年（大正14年）7月、母・ヒサが家で開いていた小間物屋の店を半分に分け、兄・謙一の指導の下でラジオ店を開業。
徴兵検査で甲種合格し、1929年（昭和4年）1月10日、広島電信隊第7中隊に入営するが、一家の大黒柱であるという住吉警察署の請願書が認められた取り計らいで、4月14日、肺尖カタルとの診断により現役免除となる。
1930年（昭和5年）5月31日、近所の永山渞の娘・永山豊子と結婚。豊子は3姉妹で、妹に光子と雅子がいる。永山家の姉妹と梶井家の兄弟は仲が良かった。病床の基次郎のため、出来上がった原稿をオートバイで郵便局まで飛ばした。兄思いで、基次郎のことを「基ちゃん」と呼んでいた。69歳没。
弟・良吉
1910年（明治43年）9月30日生 - 1940年（昭和15年）没
宗太郎とヒサの五男。
天王寺中学を卒業後、1929年（昭和4年）4月、浪速高校（現・大阪大学）へ入学。1932年（昭和7年）、京都帝国大学工学部に合格。
兄・基次郎のことを「ライオン」とふざけて呼んだり、お互い動物の名前で呼び合っていた。基次郎が亡くなった後、精神的におかしくなり、神戸の病院に入院。
兄嫁・豊子の妹・永山光子と結婚。30歳没。
異母妹・八重子
1921年（大正10年）3月15日 - 1924年（大正13年）7月2日没
宗太郎と豊田の長女。
実母の豊田は、梶井家で営んでいた玉突き屋の従業員で美人だったという。八重子は産れてすぐに梶井家に入籍され、一家に可愛がれて育つ。基次郎も実家に帰るとよく面倒を見て可愛がっていた。八重子は西条八十の詩を暗誦するほど利口な子供だったが、結核性脳膜炎で早世。3歳没。
甥・網干善教
1927年（昭和2年）9月29日 – 2006年（平成18年）7月29日没
順三の長男。
畝傍中学校（現・奈良県立畝傍高等学校）時代に小説まがいのものを書いた時、父・順三に叱られ、小説家にだけは絶対になるなと諌められる。順三は善教の将来を思い、よく飛鳥へ発掘作業などを見に連れて行った。
考古学に関心を持つようになり、高松塚古墳の発掘で知られる考古学者となる。関西大学教授。78歳没。
姪・宮田寿子
1918年（大正7年） - 1956年（昭和31年）8月没
冨士の長女。
基次郎の小説『城のある町にて』の勝子のモデル。38歳没。
甥・宮田尚
1925年（大正14年）8月22日 -
冨士の長男。
松阪第一小学校を卒業し、津中学校に進む。中学5年まで松阪で過ごす。父親が三重県女子師範学校に転職したことに伴い、鈴鹿郡亀山町（現・亀山市）に転居。1942年（昭和17年）2月に海軍兵学校に入校し、三重県を離れる。

## 略年譜
| 1901年（明治34年） 0000000000000000 | 2月17日、大阪府大阪市西区土佐堀通5丁目34番地屋敷（現・土佐堀3丁目3番地）に、安田運搬所勤務の父・宗太郎と母・ヒサの次男として生まれる。他の家族は、姉・冨士（5歳上）、兄・謙一（2歳上）、祖母・スヱ（宗太郎の母）、祖父・秀吉（ヒサの養父）。9月28日、異母弟・順三が誕生。順三は実母・磯村ふくの生家の網干姓に入籍。 |
| 1904年（明治37年）                  | 2 - 3歳。安田運搬所が日露戦争の特需で繁盛。接待で多忙な父・宗太郎はさらに酒色にふける。 |
| 1905年（明治38年）                  | 3 - 4歳。10月10日、一家は大阪市西区江戸堀南通4丁目29番地（現・江戸堀2丁目8番地）に転居。 |
| 1906年（明治39年）                  | 4 - 5歳。1月17日、弟・芳雄が誕生。 |
| 1907年（明治40年）                  | 5 - 6歳。4月1日、大阪市西区の江戸堀尋常小学校（現・大阪市立花乃井中学校）に入学。1年イ組。保母の母・ヒサが東江幼稚園を退職し家事に専念。母が朗読する和歌や日本古典文学、オルガン演奏の歌に親しむ。父の放蕩と浪費で母の労苦は絶えず。 |
| 1908年（明治41年）                  | 6- 7歳。1月、急性腎炎を患い死にかける。1月21日、次弟・勇が誕生。4月1日、小学校2年に進級。 |
| 1909年（明治42年）                  | 7 - 8歳。4月1日、小学3年に進級。12月上旬、父の安田商事合名会社東京本店転勤に伴い、一家は祖父・秀吉を残して東京市芝区二本榎西町3番地（現・港区高輪2丁目6番地）に転居。 |
| 1910年（明治43年）                  | 8 - 9歳。1月上旬、芝白金（現・港区白金台）の私立頌栄尋常小学校3年に転入。兄・謙一は同校5年、姉・冨士は飯田家政女学校付属高等小学校へ転入。父は妾・磯村ふくと順三親子らも上京させ別宅で養い、家計は窮迫。祖母・スヱの老人性肺結核が進行。4月1日、小学4年に進級。9月30日、末弟・良吉が誕生。 |
| 1911年（明治44年）                  | 9 - 10歳。4月1日、小学5年に進級。5月中旬、父の鳥羽造船所転勤に伴い、一家は三重県志摩郡鳥羽町1726番地（現・鳥羽市鳥羽3丁目7番地11）に転居。5月22日、鳥羽尋常高等小学校5年に転入。姉・冨士は同校高等科2年、兄・謙一は三重県立第四中学校（現・三重県立宇治山田高等学校）に入学し宇治山田市（現・伊勢市）の寄宿舎に入る。 この年、東京で磯村ふくが腎臓病で死去し、異母弟・網干順三と養祖母・きくが一家と同居。順三は基次郎の1年下に編入学。 |
| 1912年（明治45年・大正元年）        | 10 - 11歳。3月、欠席数0、全甲の成績で小学5年を修了。4月、小学6年に進級。級長に選ばれる。姉・冨士は三重県鈴鹿郡亀山町（現・亀山市）の三重県女子師範学校へ進学し寄宿舎に入る。 |
| 1913年（大正02年）                  | 11 - 12歳。2月1日、祖父・秀吉が大阪天王寺の庚申堂で死去（69歳没）。3月26日、全甲の成績で鳥羽尋常高等小学校を卒業。4月1日、三重県立第四中学校（現・三重県立宇治山田高等学校）に入学。兄の下宿先の宇治山田市一志町（現・津市）の茶人・杉木普斎宅に同居。学校で楽譜の読み方を習う。6月5日、祖母・スヱが肺結核で死去（64歳没）。 10月、第四中学の懸賞短文で「秋の曙」が3等に入選。校友会誌『校友』に載る。9月、鳥羽と宇治山田間の鉄道開通に伴い、兄と共に実家から汽車通学。10月20日、父の大阪の安田鉄工所転勤に伴い、一家は大阪市北区本庄西権現町1191番地（現・北区鶴野町1番地）に転居。再び兄と共に宇治山田市の下宿から通学。 |
| 1914年（大正03年）                  | 12 - 13歳。2月4日、一家は大阪市西区靭南通2丁目35番地（現・西区西本町1丁目8番21号）に転居。3月、中学1年修了。兄と共に実家に戻る。4月10日-12日、兄と共に大阪府立北野中学校（現・大阪府立北野高等学校）の学力検定試験（転入試験）に合格。4月17日、北区北野芝田町（現・芝田町2丁目）の同校2年に転入。この年、父の取引先の友人の弟・池田竹三郎の1人娘・池田艶（小学校5年）と出会う。 |
| 1915年（大正04年）                  | 13 - 14歳。3月23日、130名中60番の成績で中学2年を修了。4月6日、中学3年に進級。8月20日、弟・芳雄が脊椎カリエスで死去（9歳没）。 |
| 1916年（大正05年）                  | 14 - 15歳。3月下旬、127名中35番の成績で中学3年を修了。高等小学校を終えた異母弟・順三が北浜の株屋に奉公に出されることに同情。3月25日、退学届を提出。筋向いのメリヤス問屋の丁稚となる。4月、姉・冨士は三重県女子師範学校を卒業し、三重県北牟婁郡長島町の長島小学校の教員となる。兄・謙一は大阪高等工業学校（現・大阪大学工学部）電気科に入学。 6月、西道頓堀の岩橋繁男商店の住込み奉公。この年、両親は自宅を改装し玉突き屋を開業。 |
| 1917年（大正06年）                  | 15 - 16歳。2月、奉公を辞めて家に戻る。4月6日、北野中学4年に復学。同級生の宇賀康、畠田敏夫、中出丑三と知り合う。同級の美少年・桐原真二（野球部）と1年下の安司泰蔵に同性愛的思慕を抱く。8月24日、姉・冨士が宮田汎（三野瀬村三浦小学校の教員）と結婚。兄・謙一は結核性リンパ腺炎を患い、翌年にかけて何度か手術。 |
| 1918年（大正07年）                  | 16 - 17歳。3月下旬、135名中82番の成績で中学4年修了。4月6日、中学5年に進級。結核性の病で寝込み1学期を33日間欠席。兄から借りた森鷗外の『水沫集』『即興詩人』を耽読。6月、兄が兵庫県武庫郡魚埼町野寄（現・神戸市東灘区本山町野寄）の池田鹿三郎（父の取引先の友人）宅に書生として寄宿。池田家の兄弟（艶の従兄弟）と交流。兄が同級生から借りていた夏目漱石の全集を読み始める。 |
| 1919年（大正08年）                  | 17 - 18歳。3月11日、115名中51番の成績で大阪府立北野中学校を卒業。3月下旬、兄が卒業した大阪高等工業学校（現・大阪大学工学部）電気科の受験に失敗。池田艶（大阪信愛高等女学校4年）への恋情が高まるが片恋で諦念。4月上旬、第三高等学校（現・京都大学総合人間学部）の受験を母に懇願し勉学に励む。兄は住友電線製造所（現・住友電気工業）に就職。 7月24日、第三高等学校理科甲類に合格。7月下旬から8月、兄と富士山登山し箱根の底倉温泉に1泊。9月、京都府上京区二条川東大文字町160番（現・左京区二条川端東入ル上ル）の中村金七方に下宿。第三高等学校に入学し理科甲類1年1組となる。10月2日、寄宿舎北寮第5室へ入る。同室で文科の中谷孝雄、飯島正、飯島の友人の浅野晃と知り合う。11月、理科の授業をさぼり始め銀閣寺を散策。この年、谷崎潤一郎を読む。 |
| 1920年（大正09年）                  | 18 - 19歳。1月15日、風邪で高熱を出し実家で寝込む。2月上旬、寮に戻る。飯島正や浅野晃の友人・小山田嘉一と知り合う。3月、池田艶が大阪信愛高等学校を卒業。4月上旬、弟・勇が靭尋常小学校を卒業し、大阪市立実業学校（現・大阪市立淀商業高等学校）機械科に入学。4月13日、寮を出て上京区浄土寺小山町小山（現・左京区浄土寺小山町）の赤井方に下宿。新京極や寺町を散策。志賀直哉などの白樺派を読む。 5月上旬、発熱し肋膜炎と診断され実家で療養。高熱や痰が続き4か月の休学届を提出。7月、落第が決定。8月初旬、姉夫婦の住む三重県北牟婁郡船津村字上里（現・紀北町）で転地療養（9月中旬まで）。医師から肺尖カタルで長期休学を要すと診断。母から学問の諦めろと通告される。10月中旬、父と淡路島や西宮の海岸に療養地を探すが意見が合わず復学を希望。11月3日、京都に戻り、矢野繫の下宿の上京区岡崎西福ノ川町（現・左京区岡崎）に泊り、その後寄宿舎。理科甲類1年2組に復学。日記を書き始める。西田幾多郎の哲学書を読む。 |
| 1921年（大正10年）                  | 19 - 20歳。3月中旬、学制改革により学年が修了。127名中97番で及第。春休みの3月22日、紀州湯崎温泉（現・白浜温泉）に湯治旅行。結核療養で休学中の京都帝国大学医学部の近藤直人（4歳年上）と知り合う。4月9日、大阪の実家に帰る。父が従業員に産ませた赤ん坊・八重子（異母妹）の存在を知る。4月中旬、進級し理甲2年1組に入る。微熱が続く中、実家から汽車通学。弁論部の大宅壮一と知り合う。 通学中に見かけた同志社女子専門学校（現・同志社女子大学）英文科の女学生に振られた体験を短編にする（幻の処女作）。6月、京都市上京区吉田中大路町（現・左京区）に下宿。夏休みの7月27日、矢野繁と船で伊豆大島に1週間旅行。9月、中谷孝雄の劇研究会の仲間の津守萬夫と知り合う。9月下旬、父が安田鉄工所を突如退職。退職金で玉突き屋を2軒増やす。 10月16日、祇園乙部の遊廓で童貞を捨てる。11月、上京区北白川西町（現・左京区）の澤田三五郎方に下宿。清滝の「桝屋」で酔ったあげく喧嘩騒動を起こす。 |
| 1922年（大正11年）                  | 20 - 21歳。3月、中谷孝雄と和歌山に旅行。3月16日、追試を受け、126名中102番の成績で特別及第。4月12日、進級し理甲3年3組に入る。4月、弟・勇が日独電気自転車商会に就職。5月、中谷孝雄の勧めで劇研究会に入部。勧誘して入部してきた外村茂や北神正と知り合う。この頃、池田艶が結婚。7月、琵琶湖周航の小旅行。8月、和歌山の近藤直人を訪ね、新和歌浦の崖から海に飛び込み鼻を怪我。 9月から10月、微熱が続く中、放蕩や泥酔で乱暴狼藉を起す。下宿代の滞納で食事無しとなり、友人の下宿を転々とする。10月から11月、中谷孝雄の恋人・平林英子の縁で岡崎での「新しき村」の公演会準備を手伝う。武者小路実篤と面会。12月、放蕩を反省し実家に帰り謹慎生活。兄・謙一が高田あき江と結婚し、大阪市西区西島の北港住宅（のち此花区西島町北港住宅163番地の1）に所帯を持つ。この年、佐藤春夫、島崎藤村、ドストエフスキー、トルストイなどを読む。 |
| 1923年（大正12年）                  | 21 - 22歳。1月から3月、実家で謹慎生活。3月中旬、試験放棄で落第決定。4月10日、北白川の下宿に戻り、再び理甲3年3組。「三高の主」「古狸」と称され校内で有名人となる。5月、上京区寺町荒神口下ル松蔭町（京都御所の東）の梶川方に下宿。ポール・セザンヌをもじった筆名・瀬山極で「奎吉」を劇研究会の回覧雑誌『真素木』に発表。 7月、「矛盾の様な真実」を三高校友会の『嶽水会雑誌』に発表。丸山薫、武田麟太郎と知り合う。8月2日、大阪で軍の簡閲点呼を受ける。父と別府温泉へ旅行。9月、劇研究会で「多青座」を組織。シングの『鋳掛屋の結婚』の演出を担当するが、校長・森外三郎の通告により公演中止。やけ酒を飲んで暴れ、ヤクザと喧嘩し左頬に怪我。 |
| 1924年（大正13年）                  | 22 - 23歳。1月、上京区岡崎西福ノ川町（現・左京区岡崎）の大西武二方に下宿。2月中旬、卒業試験終了後、重病を装い人力車で教授宅を歴訪し卒業を懇願。3月中旬、117名中108番の成績で特別及第。第三高等学校理科甲類を卒業。即日、上京し東京帝国大学（現・東京大学）文学部英文科に入学手続き。4月、東京市本郷区本郷3丁目18番地（現・文京区本郷2丁目39番13号）の蓋平館支店に下宿。 5月初旬、同人雑誌を出す話が具体化し、中谷孝雄、外村茂、小林馨、忽那吉之助、稲森宗太郎と第1回同人会を開く。7月2日、異母妹・八重子が結核性脳膜炎で死去（3歳没）。8月、姉夫婦のいる三重県飯南郡松阪町殿町1360番地（現・松阪市殿町）へ養生滞在。9月、実家の玉突き屋が閉店し大阪府東成郡天王寺村大字阿倍野99番地（現・阿倍野区王子町2丁目14番地12号）に転居。母は小間物屋を開店。 10月上旬、同人誌名を「青空」に決定。習作「瀬山の話」の一部分を独立させ、短編「檸檬」にまとめる。12月3日、荏原郡目黒町字中目黒859番地（現・目黒区目黒3丁目4番2号）の八十川方に下宿。 |
| 1925年（大正14年）                  | 23 - 24歳。1月、「檸檬」を掲載した同人誌『青空』創刊号を発行。2月20日、「城のある町にて」を『青空』第2号に発表。3月、学年末試験を5科目だけ受ける。4月、劇研究会の後輩・淀野隆三、浅沼喜実が同人参加。淀野を通じ三好達治と知り合う。小山田嘉一を通じ北川冬彦と再会。実家の地番が市域に編入され、大阪府住吉区阿倍野町99番地（現・阿倍野区王子町2丁目14番地12号）に変更。5月31日、麻布区飯倉片町32番地（現・港区麻布台3丁目4番21号）の堀口庄之助方に下宿。 7月1日、「泥濘」を『青空』第6号に発表。7月、実家の小間物屋は店を半分に分け、弟・勇がラジオ店を開業。8月、神経痛の父を松山の道後温泉に送る。8月17日、軍の簡閲点呼を受ける。9月中旬、近藤直人と比叡山や琵琶湖に行き、松尾芭蕉の『奥の細道』を読む。10月15日、「路上」を『青空』第8号に発表。11月5日、「橡の花」を『青空』第9号に発表。12月、大津の公会堂で『青空』文芸講演会を開催。「過古」を朗読。 |
| 1926年（大正15年・昭和元年）        | 24 - 25歳。1月1日、「過古」を『青空』第11号に発表。1月下旬、中谷孝雄と箱根旅行。2月、「雑記・講演会其他」を『青空』第12号に掲載。飯島正が同人参加。3月1日、『青空』第13号から編集当番。4月29日、外村茂と共に島崎藤村邸を訪ね、『青空』15号を献呈。「雪後」「青空同人印象記（忽那に就て、飯島に就て）」を掲載した6月の『青空』第16号から三好達治が同人参加。 7月1日、「川端康成第四短篇集「心中」を主題とせるヴアリエイシヨン」を『青空』第17号に発表。8月1日、「ある心の風景」を『青空』第18号に発表。炎天下、編集・広告取りに奮闘。麻布の医者から「右肺尖に水泡音、左右肺尖に病竈あり」と診断される。8月17日、軍の簡閲点呼を受ける。雑誌『新潮』から10月新人特集号の執筆依頼。9月14日、書けずに終り新潮社に詫びに行く。 10月1日、「Kの昇天――或はKの溺死」を『青空』第20号に発表。11月1日、「『新潮』十月新人号小説評」を『青空』第21号に発表。11月初旬、 喀血がひどくなる。12月、伊豆での転地療養を決意。12月31日、湯ヶ島温泉に行き、西平の「湯本館」に滞在中の川端康成から「湯川屋」を紹介される。                                                                                             |
| 1927年（昭和02年）                  | 25 - 26歳。1月1日から世古の滝の「湯川屋」に長期滞在。川端康成と交流し、『伊豆の踊子』の校正を手伝う。2月1日、「冬の日」（前篇）を『青空』第24号に発表。3月、湯治に来た藤沢桓夫と知り合う。4月、「冬の日」（後篇）を『青空』第26号に発表。6月1日、相次ぐ退会者と経営難により『青空』28号をもって廃刊。湯ヶ島に来た萩原朔太郎、広津和郎、尾崎士郎、宇野千代、下店静市らと交流。 10月5日、京都帝大医学部付属病院の医者から肺結核で来春まで静養を要すと診断。10月16日、湯ヶ島に戻る。宇野千代との噂が馬込文士村まで広まる。12月、「『亜』の回想」を詩誌『亜』終刊号に発表。浅見淵、舟橋聖一らの同人『文藝都市』に消極的に参加。 |
| 1928年（昭和03年）                  | 26 - 27歳。1月初旬、熱海に滞在中の川端康成を訪問後、東京府荏原郡の馬込文士村に行く。宇野千代をめぐり尾崎士郎と一悶着起こす。3月、「蒼穹」を『文藝都市』第2号に発表。3月中旬、藤沢桓夫と下田まで行き、黙って下賀茂に2、3泊。捜索願が出される。3月31日、授業料未払いで東京帝国大学文学部英文科を除籍。4月、「筧の話」を『近代風景』に発表。同月、実家からの送金が途絶え、湯ヶ島を去ることを決意。5月、「器楽的幻覚」を『近代風景』に発表。「冬の蠅」を『創作月刊』創刊号に発表。 5月上旬、飯倉片町に戻る。留守中の下宿に北川冬彦と同宿していた伊藤整と知り合う。7月、「ある崖上の感情」「同人印象記・浅見淵君に就いて」を『文藝都市』に発表。7月23日、下宿代の滞納で食事が出されなくなり、東京府東多摩郡和田堀町堀ノ内（現・杉並区堀ノ内）の中谷孝雄の借家に寄宿。8月、「『戦旗』『文藝戦線』七月号創作評」を『文藝都市』に発表。8月中旬、病状が進行。衰弱が激しくなる。 9月3日、大阪市住吉区阿倍野町99番地の実家に帰郷。12月1日、「『青空』のことなど」が三高校友会の『嶽水会雑誌』第100号記念号に掲載。12月5日、「櫻の樹の下には」を詩の季刊誌『詩と詩論』に発表。「器楽的幻覚」も同誌に再掲載。 |
| 1929年（昭和04年）                  | 27 - 28歳。1月4日、父・宗太郎が心臓麻痺で死去（59歳没）。1月10日、弟・勇が広島電信隊第7中隊に入営（のち免除）。中谷孝雄も福知山歩兵第20連隊に入営。マルクス『資本論』を読む。4月上旬、弟・良吉が浪速高校（現・大阪大学）に入学。8月20日、町名が大阪市住吉区王子町2丁目44番地に変更。10月下旬と11月上旬、京都に来た宇野千代と会う。 11月23日、福知山歩兵第20連隊の中谷孝雄に面会し一泊。帰りに駅で呼吸困難。12月、「詩集『戦争』」を『文學』11月号に発表。12月2日、神戸で宇野千代と会う。レマルクの『西部戦線異状なし』を読む。 |
| 1930年（昭和05年）                  | 28 - 29歳。1月、病床でゴーリキーの『アルタモノフの一家の事業』やヒルファーディングの『金融資本論』、安田善次郎伝記を読む。2月、井原西鶴を読む。2月25日、母が肺炎で大阪赤十字病院に一時入院。3月初旬、看病疲れで発熱や呼吸困難。3月下旬、母が再び腎臓炎で入院。4月25日、母が退院。5月31日、弟・勇が近所の娘・永山豊子（永山渞の娘）と結婚したため、母と末弟・良吉と共に兵庫県川辺郡伊丹町堀越町26番地（現・伊丹市清水町2丁目）の兄・謙一の家に移住。 6月1日、異母弟・網干順三が奈良県高市郡飛鳥村（現・明日香村）の唯称寺の住職・純誠となる。6月16日、「愛撫」を北川冬彦と三好達治らの同人誌『詩・現実』創刊号・第1冊に発表。7月から8月、発熱が続き大阪の実家に帰り、医者から胃炎と診断。9月1日、伊丹町に戻る。9月22日、「闇の絵巻」を『詩・現実』第2冊に発表。9月28日、兄一家が川辺郡稲野村大字千僧小字池ノ上（現・伊丹市千僧池西）に転居し、その離れ家に住む（母も同居）。12月20日、「冬の日」が『詩・現実』第3冊に再掲載。 |
| 1931年（昭和06年）                  | 29 - 30歳。1月、「交尾」を小野松二の主宰雑誌『作品』に発表。1月11日、流感に罹り高熱が続く。1月下旬、三好達治と淀野隆三が創作集刊行を計画。2月、衰弱がひどく絶対安静となる。3月28日、「冬の蠅」が『詩・現実』第4冊に再掲載。5月15日、初の創作集『檸檬』が刊行。8月2日、印税75円を受け取る。9月、「『親近』と『拒絶』」を『作品』に掲載。9月下旬、子供への結核感染を怖れた兄嫁・あき江と衝突。10月、母と共に大阪市住吉区の実家に戻る。 10月25日、近所の住吉区王子町2丁目13番地（現・阿倍野区王子町2丁目17番29号）の空き家に一戸を構える。『中央公論』11月号の正式原稿依頼を新年号に延期してもらう。12月9日、以前から書いていた「のんきな患者」を改稿完成。12月中旬、執筆や転居の無理が重なり、病床生活となる。12月24日、初めての原稿料230円を手にする。『作品』から依頼を受け、次作「温泉」に取りかかる。森鷗外の史伝・歴史文学を読む。 |
| 1932年（昭和07年）                  | 30 - 31歳。1月、「のんきな患者」を『中央公論』新年号に発表。1月10日、病状が重く、『作品』の寄稿を断念。2月、呼吸が苦しく、見舞い客との会話も困難。3月中旬、容態が一層悪化。3月17日、顔や手の浮腫がひどく、死を悟る。日記が途絶える。3月23日、呼吸困難で酸素吸入も効かず苦しむ。3月24日、意識不明となり午前2時に永眠（31歳没）。 |

## 作品一覧
小説
- 檸檬（青空 1925年1月創刊号・通巻1号）
- 城のある町にて（青空 1925年2月・通巻2号）
- 泥濘（青空 1925年7月・通巻5号）
- 路上（青空 1925年10月・通巻8号）
- 橡の花（青空 1925年11月・通巻9号）
- 過古（青空 1926年1月・通巻11号） - のち「過去」
- 雪後（青空 1926年6月・通巻16号）
- ある心の風景（青空 1926年8月・通巻18号）
- Kの昇天（青空 1926年10月・通巻20号）
- 冬の日（青空 1927年2月・通巻24号-4月・通巻26号。詩・現実 1930年12月号・第3冊に再掲載）
- 蒼穹（文藝都市 1928年3月・通巻2号）
- 筧の話（近代風景 1928年4月号）
- 器楽的幻覚（近代風景 1928年5月号。詩と詩論 1928年12月号・第2冊に再掲載）
- 冬の蠅（創刊月刊 1928年5月号。詩・現実 1931年3月号・第4冊に再掲載）
- ある崖上の感情（文藝都市 1928年7月号）
- 櫻の樹の下には（詩と詩論 1928年12月号・第2冊）
- 愛撫（詩・現実 1930年6月創刊号・第1冊）
- 闇の絵巻（詩・現実 1930年9月号・第2冊）
- 交尾（作品 1931年1月号）
- のんきな患者（中央公論 1932年1月号）

習作・試作
- 小さき良心（1922年6月頃）
- 不幸（1922年6月頃）
- 秘やかな楽しみ〈檸檬の歌〉（1922年6月頃）
- 卑怯者（1923年1月頃）
- 大蒜（1923年1月頃）
- 彷徨（1923年1月頃）
- 裸像を盗む男（1923年1月頃）
- 鼠（1923年1月頃）
- カッフェー・ラーヴェン（1923年1月頃）
- 母親（1923年1月頃）
- 瀬山の話（1923年1月-1924年10月頃）
- 奎吉（真素木 1923年5月号）
- 矛盾の様な真実（嶽水会雑誌第84号 1923年7月号）
- 瀬戸内海の夜（1923年7月頃）
- 帰宅前後（1924年9月頃）
- 太郎と街（1924年9月頃）
- 夕凪橋の狸（1924年11月頃）
- 貧しい生活より（1924年11月頃）
- 犬を売る露店（1924年11月頃）
- 雪の日（1925年2月頃）
- 汽車その他（1925年2月頃）
- 凧（1925年1月頃）
- 河岸 一幕（1923年6月頃）
- 攀じ登る男 一幕（1924年1月頃）

遺稿・断片
☆印は仮題
- 栗鼠は籠にはいつてゐる（1927年10月稿〈推定〉）
- 闇の書（1927年12月稿〈推定〉）
- 夕焼雲（1928年稿〈推定〉）
- 奇妙な手品師（1928年5月稿）
- 猫（1929年2月以降の稿）☆
- 琴を持つた乞食と舞踏人形（1930年稿）
- 海（1930年8月稿）☆
- 薬（1930年稿）☆
- 交尾 その三（1930年12月稿）
- 雲（1931年稿）
- 籔熊亭（「雲」と同じ原稿上）
- 温泉 第1稿～第3稿（1930年稿、1931年12月稿、1932年1月稿）

批評・感想
- 雑記・講演会其他（青空 1926年2月号・通巻12号）
- 編集後記（青空 1926年3月号・通巻13号）
- 編集後記（青空 1926年4月号・通巻14号）
- 青空同人印象記〈忽那に就て〉〈飯島に就て〉（青空 1926年6月号・通巻16号）
- 川端康成第四短篇集「心中」を主題とせるヴアリエイシヨン（青空 1926年7月号・通巻17号）
- 編集後記（青空 1926年9月号・通巻19号）
- 『新潮』十月新人号小説集（青空 1926年11月号・通巻21号）
- 「青空語」に寄せて（青空 1927年1月号・通巻23号）
- 編集後記（青空 1927年1月号・通巻23号）
- 『亜』の回想（亜 1927年10月終刊号）
- 浅見淵君に就いて（文藝都市 1928年7月号）
- 『戦旗』『文藝戦線』七月号創作評（文藝都市 1928年8月号）
- 「青空」のことなど（嶽水会雑誌百年記念特集号 1928年12月）
- 詩集「戦争」（文學 1929年12月号）
- 「親近」と「拒絶」（作品 1931年9月号）

## 著作本一覧

### 単行本
- 『檸檬』（武蔵野書院、1931年5月15日）
  - 題字：梶井基次郎。四六判。函入。
  - 収録作品：「檸檬」「城のある町にて」「泥濘」「路上」「過去」「雪後」「ある心の風景」「Kの昇天―或はKの溺死」「冬の日」「櫻の樹の下には」「器楽的幻覚」「筧の話」「蒼穹」「冬の蠅」「ある崖上の感情」「愛撫」「闇の絵巻」「交尾」
- 『檸檬』〈梶井基次郎創作集〉（武蔵野書院・稲光堂書店、1933年12月1日）
  - ※ 収録作品は同上。
- 『城のある町にて』〈創元選書33〉（創元社、1939年11月29日）
  - 編集・あとがき：三好達治。四六判。紙装。
  - 収録作品：「檸檬」「城のある町にて」「泥濘」「路上」「過去」「雪後」「ある心の風景」「Kの昇天」「冬の日」「櫻の樹の下には」「器楽的幻覚」「蒼穹」「筧の話」「冬の蝿」「ある崖上の感情」「愛撫」「闇の絵巻」「交尾」「のんきな患者」
- 『檸檬』（十字屋書店、1940年12月20日）
  - ※ 武蔵野書院・稲光堂書店と形態・内容同じ。
- 『檸檬』（東京楽譜出版社、1946年11月10日）
  - ※ 武蔵野書院の普及版。
- 『愛撫』〈養徳叢書日本篇40〉（養徳社、1948年6月10日）
  - B6判。紙装。
  - 収録作品：「檸檬」「城のある町にて」「路上」「冬の日」「蒼穹」「筧の話」「冬の蠅」「愛撫」「闇の絵巻」「交尾」
- 『城のある町にて』（麦書房、1969年5月20日）
  - 監修：阿部知二、小田切秀雄、佐々木基一、国分一太郎。装幀：粟津潔。絵：久米宏一。A5判。

### 全集
- 『梶井基次郎全集』〈上下2巻〉（六蜂書房、1934年3月24日・6月26日）限定530部（上）、500部（下）
  - 編纂：淀野隆三、中谷孝雄。刊行委員：宇野浩二、広津和郎、川端康成、横光利一、小林秀雄、萩原朔太郎、北川冬彦、三好達治、武田麟太郎
  - 題簽：梶井久。装幀：清水蓼作。染色：梅原勝次郎。浜紬および和紙装厚表紙。菊判変型判。函入。
  - 上巻（作品・遺稿）、下巻（作品・遺稿・批評・感想・随筆・日記・書簡）
- 『梶井基次郎小説全集』〈上下2巻〉（作品社、1936年1月19日・4月5日）
  - 編纂：淀野隆三。題簽：川端康成。装幀：小野松二。草入和紙装厚表紙。四六判。函入。
  - 上巻（作品・習作）、下巻（作品・遺稿・未発表書簡）
  - ※ 1937年3月5日に普及版発行。
- 『梶井基次郎全集』〈全4巻中2巻〉（高桐書院、1948年2月10日・1947年12月20日）
  - 編纂：淀野隆三。刊行委員：宇野浩二、広津和郎、川端康成、横光利一、小林秀雄、三好達治、浅見淵、北川冬彦、中谷孝雄、外村繁
  - 装幀：清水蓼作。題簽：川端康成。和紙装厚表紙。B6判。
  - 1巻（作品・初期習作・日記）、2巻（作品・遺稿・批評・感想・随筆・日記）
  - 3巻と4巻は組み上がっていたが、出版社の倒産により未刊。
- 『決定版 梶井基次郎全集』〈全3巻〉（筑摩書房、1959年2月15日・5月30日・7月25日）
  - 編纂：淀野隆三、中谷孝雄。題簽：川端康成。綿布装厚表紙。A5変型判。函入。
  - 1巻（作品・習作）、2巻（遺稿・日記・草稿）、3巻（書簡・年譜・書誌）
  - ※ 1966年4月20日、5月25日、6月20日再刊。
- 『梶井基次郎全集』〈全1巻〉（ちくま文庫、1981年8月26日）
  - 解説：高橋英夫 「存在の一元性を凝視する」。宇野千代「あの梶井基次郎の笑ひ声」。装幀：安野光雅。A6判。
- 『梶井基次郎全集』〈全3巻＋別巻〉（筑摩書房、1999年11月10日・12月9日・2000年1月25日・9月25日）
  - 編纂：鈴木貞美。題簽：梶井基次郎。布装厚表紙。A5変型判。函入。

### 選集
- 『新日本文学全集4』（改造社、1942年5月4日）
  - 編纂・解説：淀野隆三。装幀：佐藤繁次郎。B6判。紙装。
  - 牧野信一集、嘉村礒多集、北条民雄集と共に「檸檬」「城のある町にて」など9編が収録。
- 『現代珠玉集 第1輯』（鳳文書林、1946年11月10日）
  - 編集：掛川長平。B6判。紙装。
  - 堀辰雄、深田久弥、中河与一、伊藤佐喜雄、中谷孝雄、十一谷義三郎、石塚友二らの作品と共に「雪後」が収録。
- 『現代文学代表作全集 第1巻』（萬里閣、1948年7月1日）
  - 編纂：広津和郎、豊島与志雄、徳永直、高見順、林芙美子、佐多稲子。解説：平田次三郎。
  - 装幀：由良玲吉。B6判。紙装
  - 芥川龍之介、池谷信三郎、織田作之助、岡本かの子、葛西善蔵、片岡鉄兵、加能作次郎、嘉村礒多、上司小剣らの作品と共に「冬の蠅」が収録。
- 『現代日本小説大系 第45巻〈モダニズム3〉』（河出書房、1952年5月15日）
  - 編集：日本近代文学研究会、青野季吉、片岡良一、川端康成、中野重治、中島健蔵、伊藤整、中村光夫、荒正人
  - 監修：永井荷風、正宗白鳥、志賀直哉、谷崎潤一郎。解説：伊藤整
  - 龍胆寺雄、井伏鱒二、堀辰雄、阿部知二、伊藤整、芹沢光治良、深田久弥、藤沢桓夫らの作品と共に「檸檬」「城のある町にて」など7編が収録。
  - 1956年11月10日にも第47巻として刊行。
- 『現代日本文学全集 第43巻』（筑摩書房、1954年5月25日）
  - 解説：山本健吉、中村真一郎。装幀：恩地孝四郎。菊判。函入。
  - 三好達治集、堀辰雄集と共に収録。
- 『昭和文学全集 第53巻〈昭和短篇集〉』（角川書店、1950年2月15日）
  - 解説：平野謙。A5判。函入。
  - 安部公房など34名の作家の作品と共に「交尾（その一、その二）」が収録。
- 『日本国民文学全集 第27巻〈昭和名作集（1）〉』（河出書房、1956年9月20日）
  - 解説：中村真一郎。装幀：原弘。A5判。函入。
  - 横光利一、川端康成、堀辰雄、伊藤整、石川淳、岡本かの子、中島敦らの作品と共に「城のある町にて」が収録。
- 『私たちの昭和文学選〈少年少女名作ライブラリー〉』（三十書房、1957年7月31日）
  - 編集：古谷綱武。装幀：中川幸永。挿絵：高橋秀。A5判。函入。
  - 14名の作家の作品と共に「Kの昇天」が収録。
- 『日本詞華集』（未来社、1958年4月10日）
  - 編集：西郷信綱、安東次男、広末保。A5判。函入。
  - 収録作品：「檸檬」「蒼穹」
- 『伊豆――日本の風土記』（宝文館、1959年1月5日）
  - 編集：野田宇太郎。装絵：中川一政。B6判。
  - 島崎藤村の作品と共に「交尾（その二）」が収録。
- 『日本文學全集 34』（新潮社、1962年4月20日）
  - 編集・解説：河上徹太郎。B6判。函入。
  - 嘉村礒多集、中島敦集と共に「檸檬」「城のある町にて」など13編が収録。
- 『世界短篇文学全集 17〈日本文学昭和〉』（集英社、1962年12月20日）
  - 解説：中村光夫。四六判。函入。
  - 42名の作家の作品と共に「檸檬」が収録。
- 『現代文学大系 35』（筑摩書房、1964年6月10日）
  - 解説：吉田健一「人と文学」。装幀：真鍋博。B6判。函入。
  - 堀辰雄集、中島敦集と共に「檸檬」「城のある町にて」など19編が収録。
- 『日本現代文学全集 82』（講談社、1964年10月19日）
  - 編集：伊藤整、亀井勝一郎、中村光夫、平野謙、山本健吉。A5判。函入。
  - 解説：伊藤整。瀬沼茂樹「梶井基次郎入門」
  - 田畑修一郎集、中島敦集と共に「檸檬」「城のある町にて」など20編と「書簡」抄が収録。
- 『愛と苦悩の手紙』（雪華社、1965年6月20日）
  - 編集：吉田健一。B6判。
  - 「女の曲つて以て立つところ」という章内に、姉・宮田富士宛ての書簡（大正14年8月9日付）が収録。
- 『日本の文学 36』（中央公論社、1968年4月5日）
  - 編集委員：谷崎潤一郎、川端康成、伊藤整、高見順、大岡昇平、三島由紀夫、ドナルド・キーン
  - 解説：山本健吉。小B6判。函入。
  - 滝井孝作集、中島敦集と共に「檸檬」「城のある町にて」など14編が収録。
- 『日本文学全集 37』（集英社、1968年8月12日）
  - 解説：平野謙。装幀：伊藤憲治。小B6判。函入。
  - 牧野信一集と共に「檸檬」「城のある町にて」など20編が収録。
- 『現代日本文学館 27』（文藝春秋、1968年11月1日）
  - 編集：小林秀雄。解説：篠田一士。装幀：杉山寧。挿絵：池田満寿夫
  - 中島敦集、坂口安吾集と共に「檸檬」「城のある町にて」など14編が収録。
- 『作家の自伝 30 梶井基次郎』（日本図書センター、1997年4月5日）
  - 編集・解説：鈴木貞美。装幀：高嶋良枝。A5判。
  - 小説7編、日記・書簡、梶井ひさ「看護日記」が収録。

### 文庫・新書
- 『梶井基次郎集』（新潮文庫、1950年11月25日）
  - 解説：淀野隆三
  - 収録作品：「檸檬」「城のある町にて」「泥濘」「路上」「橡の花」「過去」「雪後」「ある心の風景」「Kの昇天」「冬の日」「櫻の樹の下には」「器楽的幻覚」「蒼穹」「筧の話」「冬の蝿」「ある崖上の感情」「愛撫」「闇の絵巻」「交尾」「のんきな患者」
  - 1967年12月10日に改版し『檸檬』で刊行。
- 『城のある町にて』（角川文庫、1951年2月20日）
  - 解説：淀野隆三
  - 収録作品：「檸檬」「城のある町にて」「雪後」「Kの昇天」「冬の日」「櫻の樹の下には」「冬の蝿」「ある崖上の感情」「闇の絵巻」「交尾」「のんきな患者」「瀬山の話」「海」「温泉」
  - 1989年6月10日に改版し『檸檬・城のある町にて』で刊行。
  - 2013年6月21日に改版し『檸檬』で刊行。
- 『檸檬』（酣燈社学生文庫、1951年4月10日） - 新書判
  - 解説：中谷孝雄
  - 収録作品：「檸檬」「太郎と街」「城のある町にて」「泥濘」「路上」「過去」「雪後」「ある心の風景」「Kの昇天」「冬の日」「櫻の樹の下には」「器楽的幻覚」「蒼穹」「筧の話」「冬の蝿」「ある崖上の感情」「愛撫」「闇の絵巻」「交尾」「のんきな患者」
- 『檸檬・冬の日 他九篇』（岩波文庫、1954年4月25日）
  - 解説：佐々木基一。校訂：淀野隆三
  - 収録作品：「檸檬」「城のある町にて」「ある心の風景」「冬の日」「筧の話」「冬の蝿」「闇の絵巻」「交尾」「のんきな患者」「瀬山の話」「温泉」
- 『若き詩人の手紙』（角川文庫、1955年2月15日）
  - 収録内容：書簡129通
  - 編集・あとがき：淀野隆三。解説：河上徹太郎「書簡から見た梶井基次郎氏」

## 梶井をヒントにした人物が登場する作品
- 鴨川ホルモー - 『ホルモー六景』の「第三景・もっちゃん」は、基次郎をモデルに描かれている。
- 文豪ストレイドッグス - 28歳の「ポートマフィア」構成員「梶井基次郎」として描かれている。中原中也の部下。好きなものは檸檬、爆弾、科学、オペラ、酒。異能は「檸檬爆弾（レモネード）」。
- 文豪とアルケミスト-「ロマンティックスピリット」を持つ青年。175cm。川端康成や三好達治と回想がある。

## 関連人物
浅野晃
第三高等学校に同年入学。浅野は文丙（フランス語必修）。東京一中（現・東京都立日比谷高等学校）時代からの文芸仲間の飯島正が入った寄宿舎北寮第5室に遊びにいき、同室の基次郎と知り合う。三高卒業後は疎遠となったが、東京帝国大学内の芝生で会うと、基次郎は下宿の地図を書いて渡し、「遊びに来てくれ」と誘っていた。
浅見淵
弟・浅見篤が三高の文丙2年の時に、「江戸カフェ」や「正宗ホール」で3年の基次郎と親しくなり、「カフェ・レーヴン」や遊廓、演奏会にも一緒に通った。『青空』同人となった篤は基次郎より2歳下。その後、篤を通じて淵と基次郎は神楽坂の「紅屋」の二階で初対面した。浅見兄弟は西洋人くさい風姿をしていて、篤は神戸で買ったボルサリーノの帽子を被り、基次郎が「ええなあ」と羨ましがった。淵が同人参加した『文藝都市』に、基次郎も後から加入した。
飯島正
三高に同年入学。飯島は文丙（フランス語必修）。寄宿舎北寮の同じ第5室に入り、知り合う。歳は1歳下。基次郎と「江戸カフェー」に行った時、小さなコップについだ透明な酒を、「とても軽い酒だよ。君に飲める」と基次郎にすすめられ一息に飲んだが、それは実はアブサンで、咽喉元が焼けるように熱くなり、アブサンはその一回で懲りたという。
伊藤整
基次郎が湯ヶ島の転地療養から引き上げ、麻布区飯倉片町の下宿に戻った時に知り合う。留守中の下宿部屋を借りた北川と同居していた伊藤は、北海道小樽出身の東京商科大学生であった。伊藤は北川から度々『青空』を見せられ、「こいつはすごい男ですよ」と基次郎のことを聞かされていた。初対面の時、基次郎は日焼けし真っ黒で、岩のような無骨な顔をほころばせた笑顔は落ち着いた明るさだった。ちっとも病人らしくも文学青年めいたところもない基次郎の人柄に、幼児のような魂を感じたという。
宇野千代
湯ヶ島滞在時に知り合う。路上で会い、川端康成から紹介を受けた基次郎に、骨っぽい精悍な印象を持った。基次郎は自分の名前がよく「墓次郎」と書き間違えられると目を細くして笑った。ある日、皆で散歩中に激しい川の流れを見た誰かが何気なく、こんなところではとても泳げないないな、と呟くと、基次郎は例の笑顔で「泳げますよ、泳いで見せませうか」と言ったとたんに着物を脱いで、いきなり橋の上から飛び込んだという。
大宅壮一
三高に同年入学。大宅は文乙（ドイツ語必修）。大宅は高槻駅から汽車通学していたが、2年に進級した基次郎も4月から大阪の実家から汽車を利用するようになり、車内で知り合う。初めて遊廓で女郎を買った翌朝の車内で基次郎は、「きみ、女って実につまらんもんだね」「あんなつまらんものはない」と大宅に話したという。その時に大宅は心の中で、「理科にしては変わった奴だ」と思ったという。
尾崎士郎
宇野千代の元夫。湯ヶ島滞在時にはすでに夫婦関係は冷えていたが、妻と基次郎の関係を疑ったことも離婚の要因の一つとなった。尾崎は基次郎から聞いたと思われる河鹿の交尾の話を自作短編『河鹿』に使用し、その後に基次郎が『交尾』で河鹿の交尾を題材にしたことで、逆に後書きの自分の方が借用になってしまわないかと基次郎は危惧していたが、尾崎が基次郎の作品を賞讃したことで思い煩いはなくなり、2人の間の長い絶交状態も同時に解けた。
川端康成
湯ヶ島に来た基次郎に、長期宿泊可能な「湯川屋」を紹介した。『伊豆の踊子』刊行時の校正作業を手伝ってもらった際、「十六歳の日記」を収録すること基次郎は強く勧めた。基次郎の北野中学時代の同級生・小西善次郎が川端の遠い親戚で、同じく同級の黒田伝治が川端の従弟だったという奇縁もあった。川端が一足先に湯ヶ島を発った後も交流は続き、川端の熱海の貸別荘も何度か滞在した。その際、泥棒が川端夫妻の部屋に侵入した時、まだ眠ってなかった川端は、二階の基次郎が降りて来たと勘違いし、奇怪なことをするなと思った。泥棒が寝床の川端と目が合った時、「だめですか」と言って逃げて去ったことと、自分が夫妻の部屋を覗いたと思われた話を、基次郎は友人たちに面白く話してうけた。
北川冬彦
三高に同年入学。北川は文丙。「江戸カフェー」で 同志社大学の猛者・渡辺を追っ払った北川に基次郎は感動して話しかけた。その後、文丙の同級で同じく帝大の法学部に進んだ小山田嘉一から、『青空』に発表された基次郎の「檸檬」を勧められて読み、小山田の家で基次郎と再会した。詩誌『亜』の同人。その後『青空』同人となった。
桐原真二
北野中学校時代の同級生。基次郎が1年休学後の同じクラスになり、美少年で野球部の花形の桐原に同性愛的な思慕を覚えた。基次郎は時々、桐原の家に遊びに行って宿題の手伝いをした。基次郎は桐原のことを習作の中で、「美しい容姿と、その容姿に相応しい快活な、そして温順な心を持つてゐた。――形も心もそれは可愛らしい生徒であつた」と書いている。基次郎は三高に進んだ後も、帰省のたびに留守勝ちなのを知りつつ桐原の家を訪ねたり、桐原が登場する夢を見たりした。友人にも桐原のことを情熱的に語り、いきなり「桐原！」と叫んで友人に抱きつくこともあったという。
外村繁
三高の後輩（基次郎は2度落第のため卒業は同年）。外村は文甲。基次郎が入った三高劇研究会にほどなくして入部してきて交流が始まった。『青空』の創刊メンバー。基次郎と一緒に『青空』15号を直に島崎藤村宅に献呈に行く際に、ふだん制帽を被らない外村が気になった基次郎は、古い友人から制帽をもらい受けてきたが、それを気の強い外村に渡すかどうか迷ってしまった。その話をその友人から聞いた外村は急いで基次郎のところに行き帽子をもらった。その時基次郎は、ほっとしたように、大きな手で髪をかき上げたという。
武田麟太郎
三高の後輩。武田は文甲。三高校友会誌『嶽水会雑誌』に短編「銅貨」を投稿した武田に、基次郎がグラウンドで声をかけて知り合う。「三高の主」として有名人だった基次郎の無頼な風体におじけている武田に、基次郎は親切で優しい態度で、武田に期待を寄せる言葉を言った。それ以来、親しく交流し、基次郎が三高卒業後に愛用のズックカバンと登山靴をもらい受けた。
中谷孝雄
三高に同年入学。中谷は文乙。寄宿舎北寮の同じ第5室に入り、知り合う。無頼な中谷は理科の基次郎に「文学をやれ」と勧めた。2人とも寄宿舎を出た後、基次郎は中谷と一時期距離を置いたこともあるが、紆余曲折や喧嘩をしつつも友好を温めた。『青空』の創刊メンバー。風貌のタイプが基次郎と似ているため、寄宿舎では、中谷が「大きいゴッチャン」、少し都会的な基次郎が「小さいゴッチャン」と呼ばれ（基次郎の方が背丈も肩幅もあったが）、喫茶店の女性店員などから「邯鄲の兄弟」と呼ばれていた。「邯鄲」という名前の坊主枕のような餅菓子が売られていて、酒飲みの辛党ながらも、基次郎は故事の「邯鄲夢の枕」と呼んで時折り食べていたという。中谷は下戸で甘党だった。
平林英子
中谷孝雄の妻。中谷と同棲中の下宿に基次郎がよく遊びに来ていたが、その頃は中谷の従妹だと紹介されていた。基次郎は楽譜つきの立派な讃美歌の本を英子にあげて教えていたが、軟弱な音楽に興味のない中谷は2人の合唱が気に入らなくなり、基次郎が帰った後に1人で練習している英子の本を取り上げズタズタに破ってしまった。泣いて怒った英子が後日そのことを基次郎に訴えた時、基次郎はとても不快な顔をしたという。
藤沢桓夫
湯ヶ島滞在時に知り合う。身体を悪くした藤沢は「湯本館」の川端康成の元に来て、基次郎と親しくなった。基次郎は高熱がある時にも、「湯本館」に遊びに来て一緒に風呂に入ったりした。川端が東京に帰った後も2人は宿を行き来して交流し、下田や下賀茂に一緒に行ったが、東京では会う機会がないまま終わった。
三好達治
三高後輩の淀野隆三から紹介されて知り合う。基次郎より1歳上で、陸軍士官学校中退後に三高に入り、帝大文学部仏文科に進んで『青空』同人となった。湯ヶ島にいる基次郎を見舞って滞在中、共に宇野千代に惹かれて三角関係めいたこともあり、激しく文学論を戦わすこともあった。「湯川屋」の子供の安藤公夫は、ある早朝、川の中の大きな石の上で基次郎と三好が素っ裸で肩を組んで泣き叫けぶ鬼気迫る情景を見たという。
淀野隆三
三高の後輩。淀野は文甲。帝大文学部仏文科に進み、『青空』同人となった。世に知られない『青空』の宣伝や文壇へのアピールを提起した。三好達治と共に、基次郎の処女作品集『檸檬』の出版に奔走し、死後も全集刊行に尽力した。